# Altenberg (Saksen)
Altenberg is een gemeente in de Duitse deelstaat Saksen, gelegen in het district Sächsische Schweiz-Osterzgebirge. Altenberg  telt 7.880 inwoners.
Altenberg is een kuuroord en ook een wintersportoord, beroemd om zijn bobsleebaan. De gemeente ligt in het Ertsgebergte, niet ver noordelijk van de grens met Tsjechië. De dichtstbijzijnde grote stad is Dresden, circa 41 km ten noorden van Altenberg.
De plaats was in het verleden bekend om zijn mijnbouw; er werd vooral tinerts gedolven.
Het hoogste punt van de gemeente is de Kahleberg (905 m hoog), twee km ten zuidwesten van het stadje Altenberg. Door de gemeente stromen enkele beken en riviertjes, die in het voorjaar, als de sneeuw in de bergen gesmolten is, en gedurende het gehele jaar, na zware regenval, woest kolkende stromen kunnen worden. Dan is er gevaar voor overstromingen. De belangrijkste beken en riviertjes zijn:
- de Rote Weißeritz die, buiten de gemeente met de Wilde Weißeritz verenigd als Weißeritz, bij Dresden uitmondt in de Elbe;
- de Müglitz, een 49 km lange linker zijrivier van de Elbe, die daar bij Heidenau in uitmondt. Door het dal van dit riviertje loopt de enige "normale" spoorlijn van de gemeente.

## Buurgemeentes

### In Duitsland, van west naar oost
- Hermsdorf/Erzgeb.
- Dippoldiswalde
- Glashütte (Saksen)
- Liebstadt (Saksen)
- Bad Gottleuba-Berggießhübel

### In Tsjechië, in de regioÚstecký kraj
- Petrovice (okres Ústí nad Labem)
- Krupka
- Dubí
- Košťany
- Mikulov (okres Teplice)
- Moldava (okres Teplice)

## Indeling gemeente
De stad Altenberg bestaat, volgens artikel 18 van de hoofdgemeenteverordening d.d. 25 april 2022, uit de volgende 22 gemeentedelen (samengebracht in 14 Ortschaften). Tussen haakjes het aantal inwoners, exclusief tweede-woningbezitters. 3 km W betekent: gelegen 3 kilometer ten westen van het centrum van het stadje Altendorf.
- Ortschaft Altenberg, bestaande uit:
  - De stad Altenberg zelf (ST), waar ook het gemeentehuis staat (1.844)
  - Hirschsprung (107), 3 km N, 2 km ten O van de bekende bobsleebaan
- Bärenstein (ST; 876), 6 km NNO [2]
- Bärenfels (289), 8 km NW
- Ortschaft Rehefeld-Zaunhaus, bestaande uit:
  - Rehefeld-Zaunhaus (138), 8 km ZW, aan de Tsjechische grens
  - Neu-Rehefeld (43)
  - Neuhermsdorf bij Rehefeld (8)
- Zinnwald-Georgenfeld (389), 5–6 km Z, aan de vernieuwde B170, bij de grensovergang met Tsjechië
- Kipsdorf (259), 9 km NW, aan de B170
- Ortschaft Oberbärenburg, bestaande uit:
  - Oberbärenburg (227), 8 km NNW
  - Waldbärenburg (24), 7 NW, aan de B170
- Schellerhau (398), 4–6 km W
- Ortschaft Falkenhain, bestaande uit:
  - Falkenhain (218), 10 km N
  - Waldidylle (146), 9 km NNW
- Ortschaft Geising, bestaande uit:
  - Geising (ST; 1.195), 4 km O
  - Löwenhain (174), 5–7 km O
- Ortschaft Fürstenau, bestaande uit:
  - Fürstenau (190), 8 km OZO
  - Gottgetreu (16)
  - Müglitz (27) op 3 adressen na
- Fürstenwalde (302) incl. 3 adressen te Müglitz; via Lauenstein 13 km O
- Liebenau (Altenberg) (401), 13 km NO
- Lauenstein (ST; 514), 8 km NO

Bron bevolkingscijfers:  Website gemeente
Peildatum: 31-12-2021. Gemeentetotaal: 7.785 personen. Van de christenen in de gemeente was circa 91% evangelisch-luthers en 9% rooms-katholiek.
Altenberg, Bärenstein, Geising en Lauenstein zijn Stadtteile (ST), de overige plaatsen zijn Ortsteile.
Tot 1 januari 2011 was Geising een aparte gemeente, die toen echter vanwege financiële problemen ervoor koos, in de gemeente Altenberg op te gaan.
Voor een korte beschrijving van de plaatsen in de oostelijke helft van de huidige gemeente Altenberg, die tot en met 2010 bij de gemeente Geising hoorden, zie Geising.

## Infrastructuur

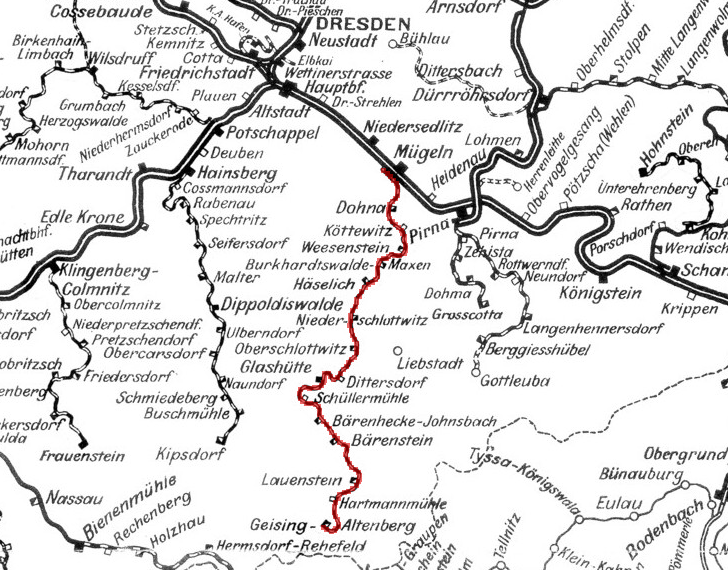
Kaart Müglitztalbahn (1902; sedertdien nagenoeg niet gewijzigd)
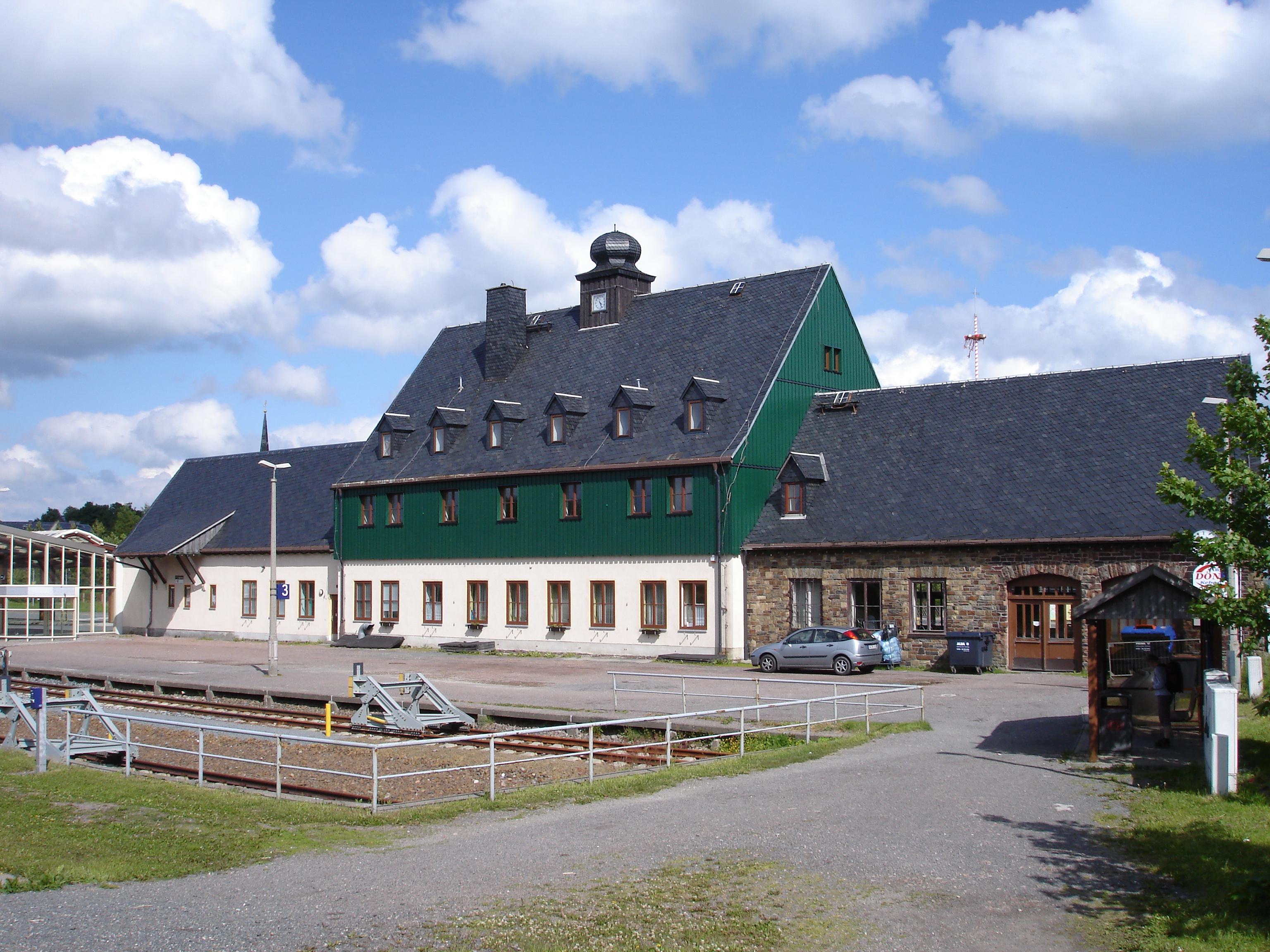
Station Altenberg
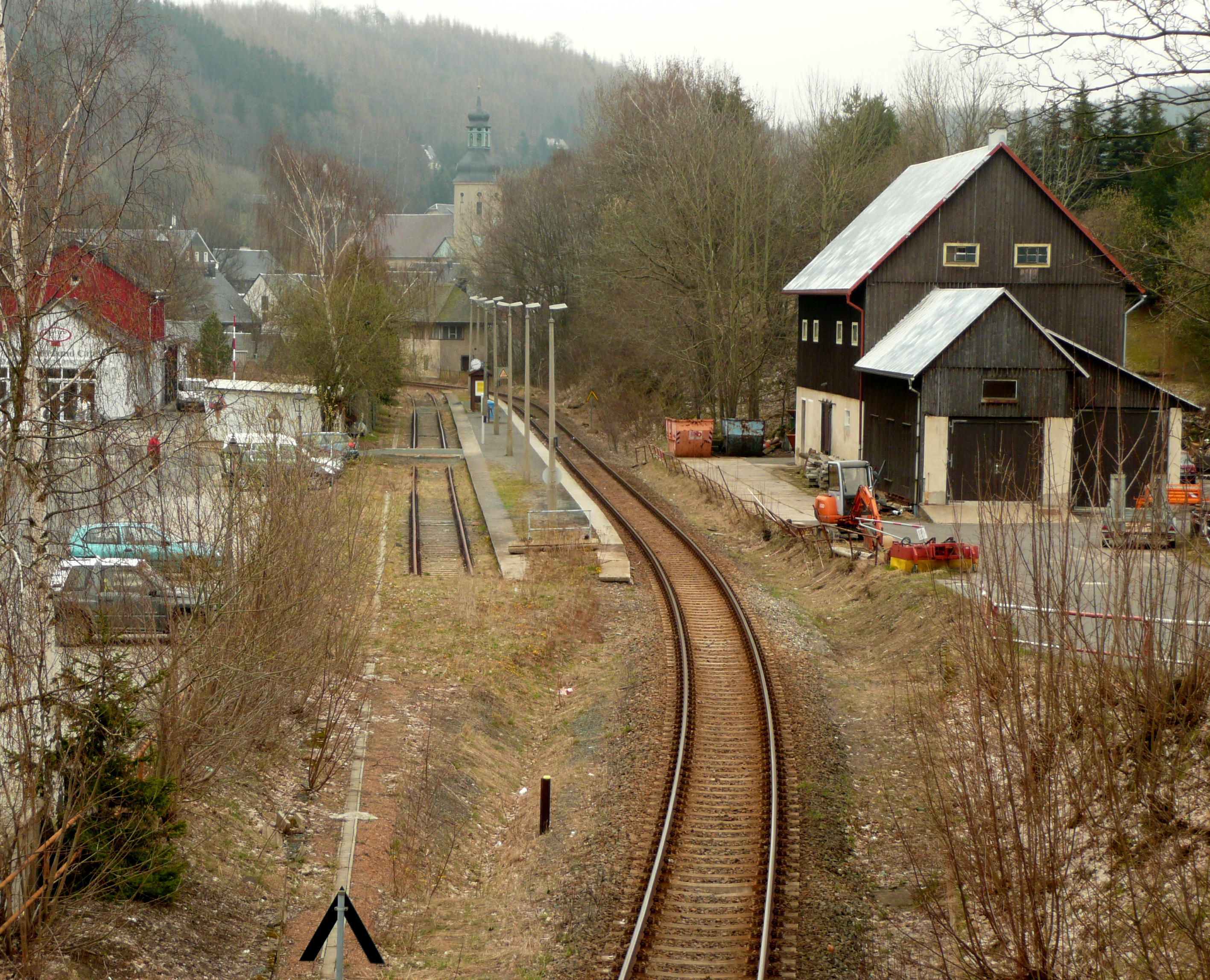
Het station van Geising
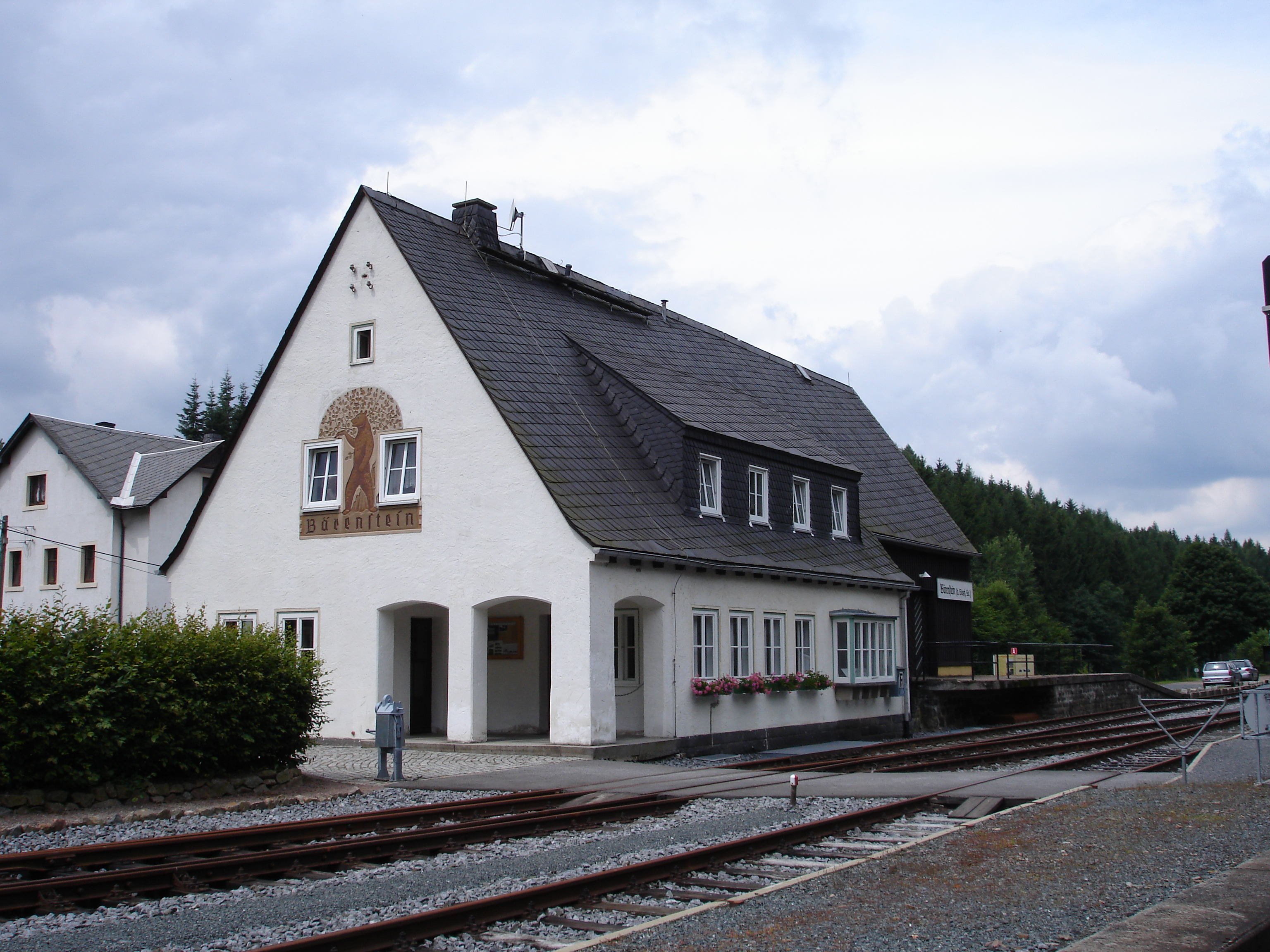
Huis naast het station van Bärenstein
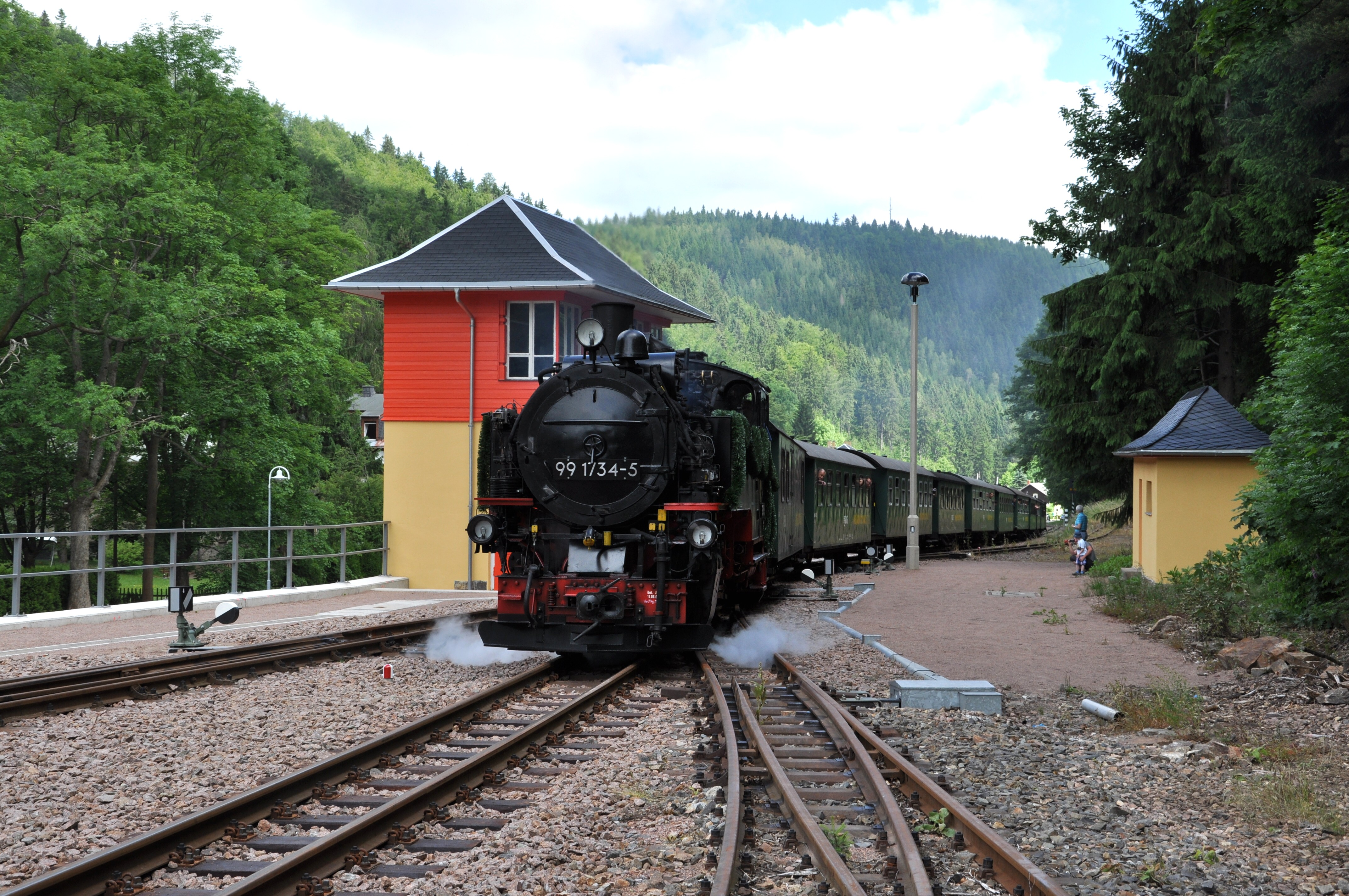
Stoomtrein in Station Kipsdorf (2017)

Altenberg, Geising, Lauenstein en Bärenstein hebben alle vier een klein spoorwegstation aan de Müglitztalbahn (Altenberg- Heidenau). Het station van Altenberg heet officieel: Bahnhof Kurort Altenberg (Erzgebirge). Van Kipsdorf loopt een 27 km lange smalspoorlijn, de Weißeritztalbahn, naar Hainsberg, gemeente Freital. Over deze lijn, die tussen 1885 en 1982 diverse malen voor belangrijke experimenten met spoorwegmaterieel is gebruikt, rijdt 2 × per dag in beide richtingen een stoomtrein, die als regulier openbaar vervoer wordt beschouwd. Voor het overige is de openbaar vervoergebruiker op streekbussen aangewezen, waarvan de meeste alleen op werkdagen in de spitsuren rijden.
De belangrijkste verkeersader in de gemeente is de B170 van Dresden, dat bijna 45 km ten noorden van Altenberg ligt, naar Teplice in Tsjechië. Het weggedeelte bij Zinnwald en de grensovergang met Tsjechië is in de jaren 2010 geheel gemoderniseerd. De dichtstbijzijnde aansluiting op het Autobahnennet is Autobahn A 17, afrit 8 Bad Gottleuba, te bereiken via kronkelige bergwegen, op meer dan 20 km ten noordoosten van Altenberg.

## Bijzonderheden perOrtsteil
- Bärenstein,[2] is een  6 km ten NNO van Altenberg-stad gelegen stadje. Het ligt niet ver[3] van het stadje Glashütte (Saksen). Het beschikt over een historisch kasteel, dat privé bewoond wordt en dus niet te bezichtigen is. Op het marktplein staat een zuil uit 1734 met afstandsaanduidingen ten opzichte van andere steden in Saksen. Rondom dit kasteel, dat vanaf 1348 door een adellijk geslacht Von Bernstein werd bewoond, ontstond het plaatsje. In 1501 stichtte heer Hans von Bernstein zonder toestemming van zijn leenheer, hertog Joris met de Baard van Saksen, een (zeer klein) stadje Bärenstein; de stadsrechten werden aanvankelijk door de hertog niet erkend, maar traden in de loop van de 16e eeuw toch, stap voor stap, in werking. Het marktstadje Bärenstein werd in 1622, 1630, 1640 en 1738 door grote stadsbranden geteisterd. Sinds begin 2004 behoort Bärenstein tot Altenberg.
- Rehefeld-Zaunhaus bezit een in 1873 voltooid jachtslot. Het was een geschenk voor Albert van Saksen van zijn gemalin Carola van Wasa, omdat hij in 1871 de Frans-Duitse oorlog succesvol had doorstaan. Een achterneef van deze koning, Frederik Christiaan, exploiteerde het jachtslot in 1936-1937 als luxe hotel voor jachtpartijen en bezoekers van wintersportevenementen. In de jaren 1942-1945 was het een lazaret van de Wehrmacht, en van 1945-2003 een politieschool. Sedert 2011 is het pand particulier eigendom, staat leeg en verkeert in enigszins vervallen toestand.
- Kipsdorf ontstond als Kyppsdorf (Koperdorp) in de 16e eeuw nabij een kopermijn. In 1883 kreeg het dorp aansluiting aan het spoorwegnet, in de vorm van een smalspoorlijntje naar Schmiedeberg (Dippoldiswalde). Dit leidde in de decennia daarna tot veel toerisme. Het spoorlijntje was vanaf het hoogwater in 2002 tot 2017 buiten bedrijf, wat tot een daling van het aantal bezoekende toeristen leidde. Kipsdorf is officieel een kuuroord. Men gaat er vooral naartoe, om er te langlaufen of in de zomer fraaie wandelingen te maken.
- In het dorpje Bärenfels koestert men de herinnering aan Paul Hölzig, een beroemde handpoppenspeler uit de voormalige DDR, die na zijn verhuizing naar West-Duitsland in 1956 in vergetelheid raakte. Zo mogelijk jaarlijks vindt er in een zaaltje in het dorp een bescheiden poppentheaterfestival plaats. Aan de korte periode, dat Bärenfels een kuuroord was, herinnert nog een klein, maar fraai kuurpark.
- Over Schellerhau wordt (in een krantenartikel d.d. 1 november 2018 over een Archeo Montan genaamd archeologisch onderzoeksproject bij het dorp) gemeld, dat in de Jonge Steentijd, rond 2020 v.Chr., door mensen in het zomerseizoen reeds geëxperimenteerd werd met het uitgraven van tinhoudende aardlagen. De gewonnen korrels tinerts werden door ruilhandel verkocht aan naburige, langs de Elbe wonende stammen, die reeds met de toepassing van brons bekend waren. Het dorp ontwikkelde zich als een langgerekt boerendorp, waar ook mijnwerkers, die niet genoeg verdienden, een klein boerderijtje aan de bosrand bedreven.
- Waldidylle is een in de 19e eeuw gesticht villa- en vakantiedorp. Rijke Dresdenaren bouwden hier een tweede woning. Voor de wat minder goed bij kas zittende bezoekers waren er goedkope hotels, jeugdherbergen en pensions, van waaruit wandeltochten e.d. werden georganiseerd. In 1945-1950 was het dorp in gebruik als noodopvang voor vluchtelingen en door het geweld van de Tweede Wereldoorlog dakloos geworden mensen. Daarna, in de DDR-periode, werd Waldidylle weer ten dele een villadorp, ten dele een socialistisch vakantieoord. Na de Wende van 1990 zijn de meeste vakantie-accommodaties gesloten. Enkele werden ingrijpend veranderd om aan de West-Europese eisen van vakantiecomfort te kunnen voldoen.

## Economie
De hoofdpijler van de economie in deze gemeente is het, vooral op de wintersport gerichte, toerisme. Enkele plaatsen beschikken over bedrijventerreinen voor, overwegend lokaal en regionaal, midden- en kleinbedrijf. Het grootste van deze bedrijventerreinen heet Europark en ligt aan de zuidoostrand van Altenberg en aan de B 170. Direct ten oosten van dit terrein is een groot veld als zonnepanelenpark ingericht. De land- en bosbouw en de industrie zijn verder van ondergeschikt belang. Te Bärenstein worden onderdelen voor de beroemde kwaliteitshorloges uit het naburige Glashütte gemaakt.

## Geschiedenis
Zie ook onder Geising.

### Mijnbouw

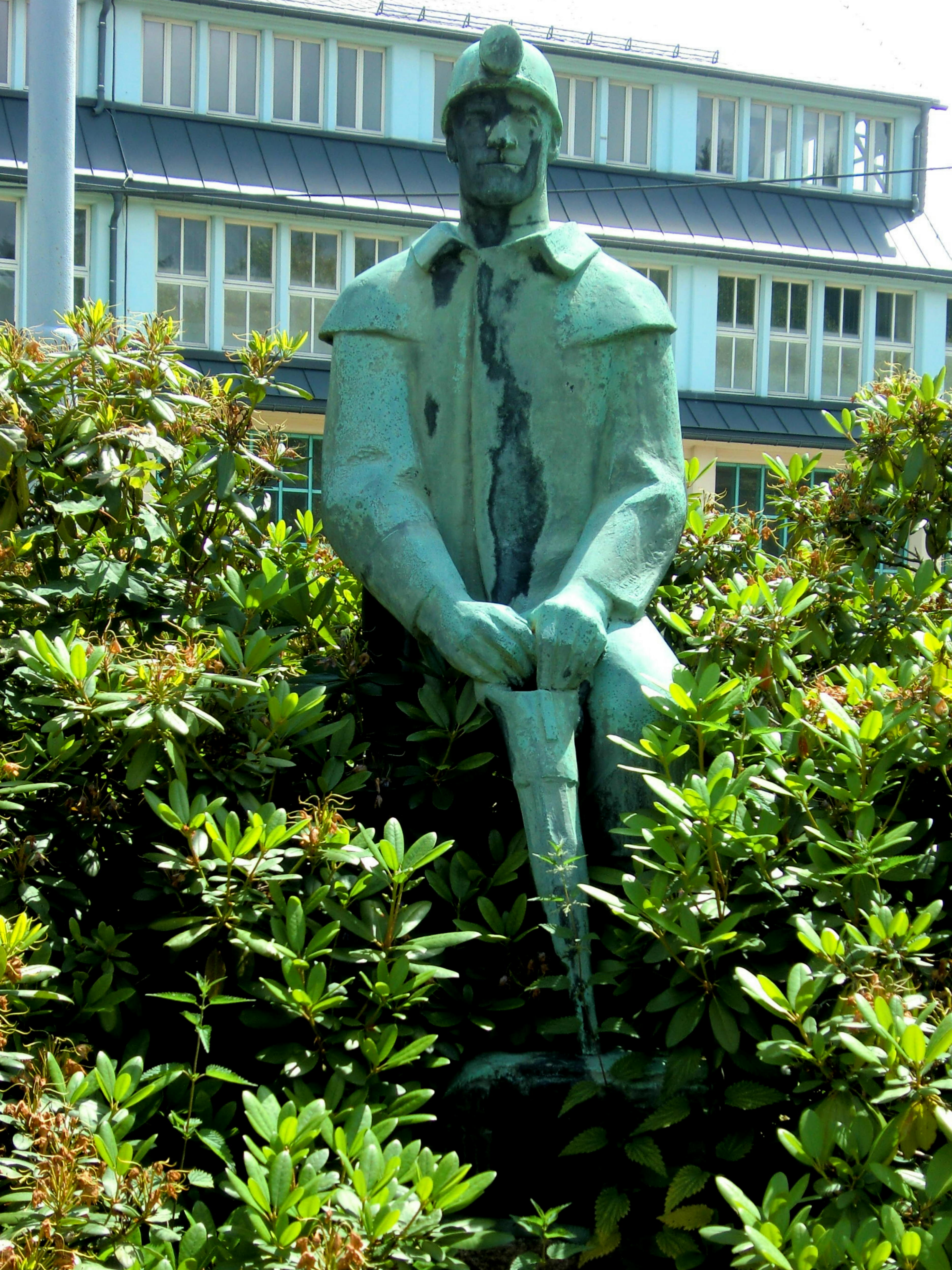
Monument Mijnwerker met persluchthamer
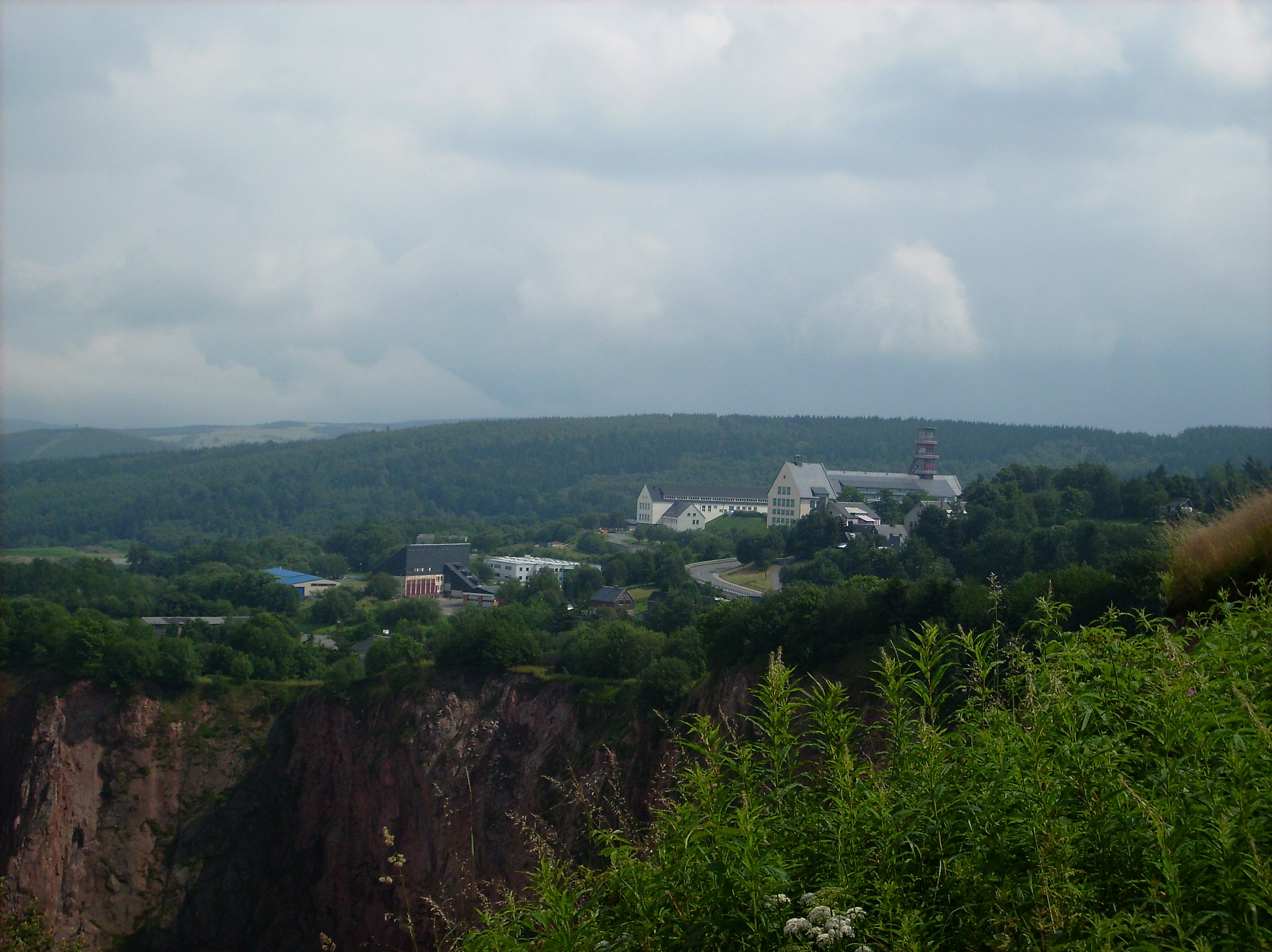
Het gat de Pinge[4] met op de achtergrond de resten van de Arno-Lippmann-Schacht
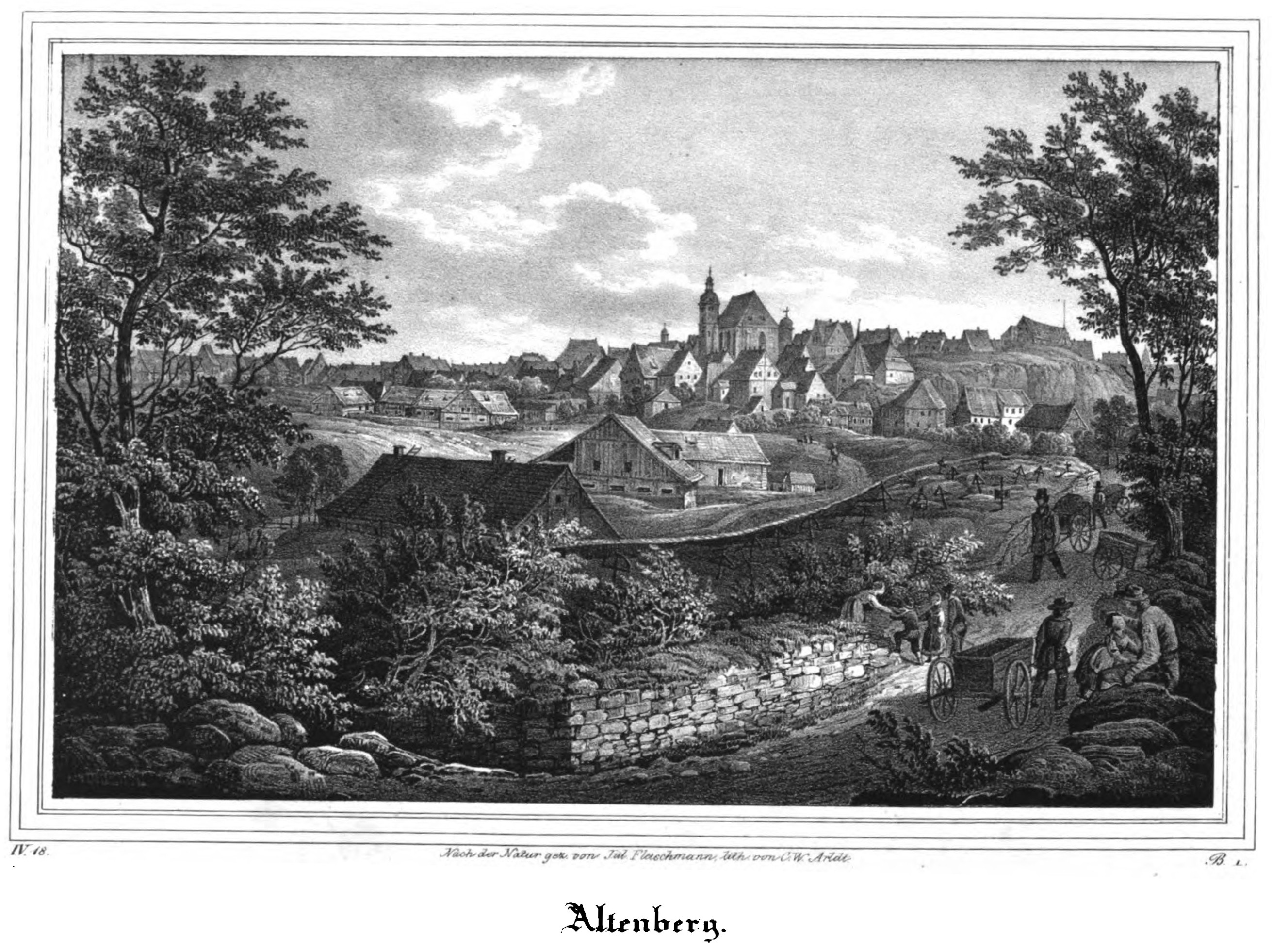
Prent van Altenberg, plm. 1839
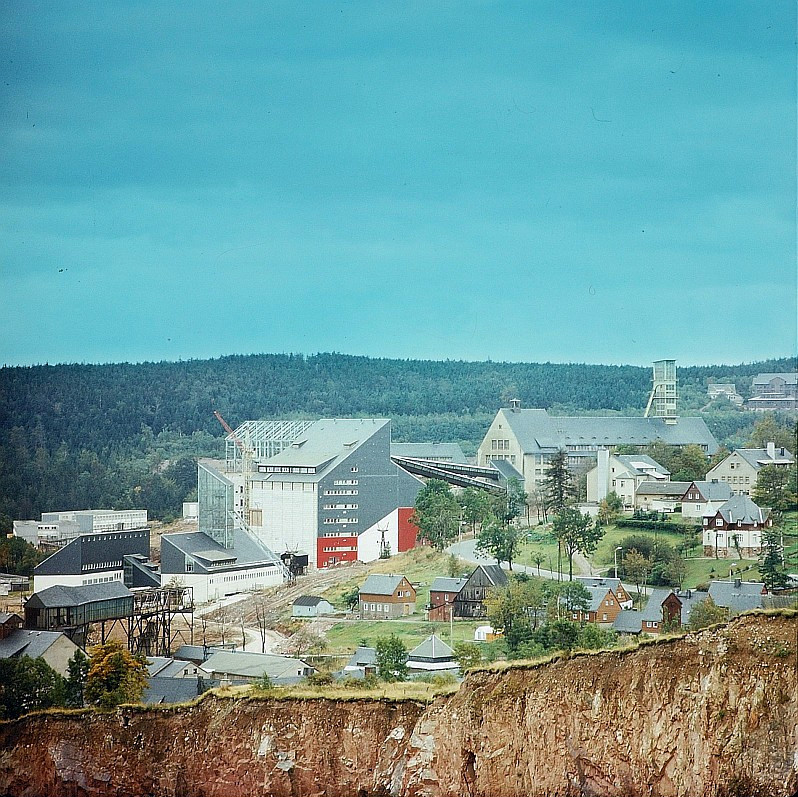
De tinmijnen van Altenberg ten tijde van de DDR (1982)

Het gebied van de gehele gemeente is vanaf de middeleeuwen (Altenberg: 1440; Zinnwald: 1378; Bärenstein: 1400) in gebruik geweest voor de mijnbouw, met name voor het delven van tin-, ijzer- en zilverertsen. Het metaal zat in aardlagen, die zich meestal dicht onder het aardoppervlak bevonden, in het Duits Seifen genaamd; zowel dagbouw als mijnbouw in schachten en door het dicht onder de grond in brand steken en zo splijten van ertshoudend gesteente (Brandsetzung) kwam voor, hetgeen slecht was voor de stabiliteit van het terrein erboven. De Altenberger Pinge is een trechter in de grond, ontstaan door instortingen van mijnen in 1578, 1620 en de 19e eeuw, en opzettelijke uitgraving tussen 1976 en 1991. Tussen 1620, in de Dertigjarige Oorlog, en 1663 lag de mijnbouw te Altenberg bijna geheel stil. Nadien werd de mijnbouw  door de zgn. Gewerkschaft des Zwitterstocks zu Altenberg, een verenigd mijnbouwbedrijf, hervat, nu meestal door middel van schachtmijnbouw. De bloeiperiode eindigde rond 1850, door een combinatie van prijsdalingen op de wereldtinmarkt en diverse andere factoren. Een tijdelijk herstel volgde, mede uit politieke motieven (de leiders wensten import van grondstoffen uit het buitenland zoveel mogelijk te vermijden) in de periode van het Derde Rijk en daarna de DDR, maar vanwege onvoldoende rentabiliteit eindigde het tijdperk van de grootschalige tinwinning te Altenberg en omgeving definitief in 1991.

### Overige aspecten
Leenmannen van het Hertogdom Saksen, onder wie de heren van Bärenstein en Lauenstein, bestuurden het gebied tot in de 17e eeuw. De grens tussen Bärenstein en Lauenstein liep in het verleden dwars door Geising, dat lange tijd een dubbelstadje was.
Altenberg zelf verkreeg het stadsrecht in 1451, en werd ook een bergstad, met speciale bepalingen inzake de mijnbouw.
Rond 1540 werd het gebied door de Reformatie evangelisch-luthers. De meerderheid van de christenen in de gemeente is tot op de huidige dag deze gezindte toegedaan.
In 1857 begon economische modernisering door de aanleg van een straatweg  langs o.a. Altenberg, Geising, Lauenstein en Bärenstein, door het dal van het riviertje de Müglitz. In 1890 - 1923 werd vrijwel parallel hieraan de spoorlijn Müglitztalbahn aangelegd.
In de nazi-tijd is het voorgekomen, dat, met name begin 1945, leden van de SS gevangenen uit ontruimde concentratiekampen een dodenmars naar een andere locatie lieten maken. Sommige gevangenen overleefden dit niet, o.a. omdat ze door SS'ers werden vermoord. Ook in de streek rond Altenberg is dit diverse malen gebeurd. Op enkele plaatsen in de gemeente Altenberg staan gedenktekens voor de slachtoffers van deze oorlogsmisdaden.
Aan het eind van de Tweede Wereldoorlog, begin mei 1945, kwam het nog tot zware gevechten tussen, richting Praag oprukkende, Russische en Duitse troepen. Ook een Werwolf- eenheid mengde zich nog in de strijd. De Russen bombardeerden daarbij met name het station van Altenberg. Bij de  chaotische gevechten en de daaropvolgende  grote stadsbrand ging het grootste deel van het historische centrum van Altenberg verloren. De verwoeste stadskerk werd pas in 1991 door nieuwbouw vervangen.
Grote overstromingen van de snel stromende, en soms veel smelt- en regenwater tegelijk uit het gebergte afvoerende Müglitz veroorzaakten vaak problemen, o.a. in de nacht van 30 op 31 juli 1897, in de nacht van 8 op 9 juli 1927, en bij het hoogwater in 2002. De ontbossing t.g.v. de mijnbouw vanaf de 15e eeuw, en het in het Ertsgebergte ontbreken van grote meren en hoogveengebieden, die veel water kunnen vasthouden, spelen hierbij ook een rol.
In de DDR-periode, na 1950, kwam de reeds ten tijde van Adolf Hitlers Derde Rijk begonnen ontwikkeling van de wintersport op topniveau, en een aan het beleid van de Oost-Duitse regering aangepast toerisme, met inbegrip van de ontwikkeling tot kuuroord, van de grond. Diverse gebouwen, waaronder Kasteel Bärenstein, werden genationaliseerd en tot vakantievoorzieningen voor werknemers van staatsbedrijven of voor regeringsfunctionarissen of militairen verbouwd. Te Altenberg en Zinnwald (biatlon) ontstonden topsportinternaten voor talentvolle jongeren, die topsporters in o.a. de disciplines rodelen en biatlon werden. In 1923 werd bij Hirschsprung een grote schans voor de skispringsport gebouwd, de Riesengrundschanze. Deze werd in 1988 buiten gebruik gesteld en in 2006 gesloopt. De in de Tweede Wereldoorlog verwoeste infrastructuur werd hersteld, en ook enige mijnen werden heropend. Zo werd de laatste tinmijn, de Arno-Lippmann-Schacht, schacht voor schacht geopend tussen 1952 en 1963, en na de Wende in 1991 gesloten, omdat de mijn niet meer rendabel was.
Na de Wende, de hereniging van Oost- en West-Duitsland, moest de communistische planeconomie tot een Westerse markteconomie worden omgevormd. Vooral veel horecabedrijven moesten om uiteenlopende redenen de deuren sluiten. Sommige andere zijn na 1991 tot moderne toeristische faciliteiten omgevormd. Begin 2011 werd de financieel noodlijdende gemeente Geising bij Altenberg gevoegd.

## Bezienswaardigheden, toerisme
- Bij het station van Bärenstein is een bescheiden spoorwegmuseum in ontwikkeling.
- Een apart gebruik in de streek rond kerstmis is het vertonen van zogenaamde, vaak door lokale kunstenaars gemaakte, kerstpiramides, een variant op de kerststal.
- Het kasteel Lauenstein, gebouwd in de 13e eeuw, uitgebouwd in renaissancestijl in de 16e-17e eeuw, dat tot de 19e eeuw deels tot ruïne was vervallen, maar daarna grotendeels is gerestaureerd, kan bezichtigd worden, want er is sinds 1980 een belangrijk, veelzijdig streek-, mijnbouw- en kunstmuseum in gehuisvest.
- Bezienswaardige, evangelisch-lutherse, kerkgebouwen staan o.a. te Schellerhau (1593, met fraaie 17e-eeuwse plafond- en andere beschilderingen), Geising (1680) en Lauenstein (St. Marien und Laurentin). Deze kerken bezitten bezienswaardige liturgische voorwerpen, vaak in barokstijl. De kerk van Altenberg zelf is een replica uit 1991 van een in de Tweede Wereldoorlog verwoest godshuis.
- Ten westen van Altenberg liggen een stuwmeer en twee door een dam van elkaar gescheiden plassen, de Kleine en de Große Galgenteich. De noordoever van de Kleine Galgenteich is voor strand- en watersportrecreatie ingericht. Hier bevindt zich een grote camping. Aan de zuidkant van de Große Galgenteich bevindt zich een groot gebouwencomplex (Raupennest (Rupsennest)) met daarin o.a. een overdekt zwembad, een ziekenhuis en kuurvoorzieningen.
- Door de gemeente loopt een educatieve, ook de grens met Tsjechië overschrijdende, meerdaagse wandelroute met informatie over de mijnbouw (Grenzüberschreitender Bergbaulehrpfad). Ook elders in de gemeente zijn wandel-, fiets- en mountainbikeroutes uitgezet. Zie: Saksisch-Zwitserland; Ertsgebergte.
- Een ecologisch belangrijk hoogveengebied ligt bij Zinnwald-Georgenwald, en verder aan de andere kant van de Tsjechische grens. Het Altenberger gedeelte meet 11 hectare en heet Georgenfelder Hochmoor. Een gedeeltelijk over knuppelpaden lopend wandelpad ontsluit dit natuurreservaat.
- In Schellerhau ligt een anderhalve hectare grote botanische tuin met vooral inheemse bergflora en alpenflora. De tuin wordt door een regionale natuurbeschermingsorganisatie geëxploiteerd.
- Historisch interessant zijn enkele uit de 18e eeuw daterende mijlpalen, waaronder de Distanzsäule Altenberg. Ze werden in diverse dorpen en stadjes opgesteld op last van het Koninkrijk Saksen en dienden als wegwijzers voor postkoetsen, ruiters en voetgangers.
- Mijnbouwmusea, deels in voormalige, gereconstrueerde mijnen zijn te vinden in Altenberg zelf, ten noordoosten van het centrum, en te Zinnwald-Georgenfeld (Besucherbergwerk Vereinigt Zwitterfeld).

Zie ook onder Geising.

### Wintersport

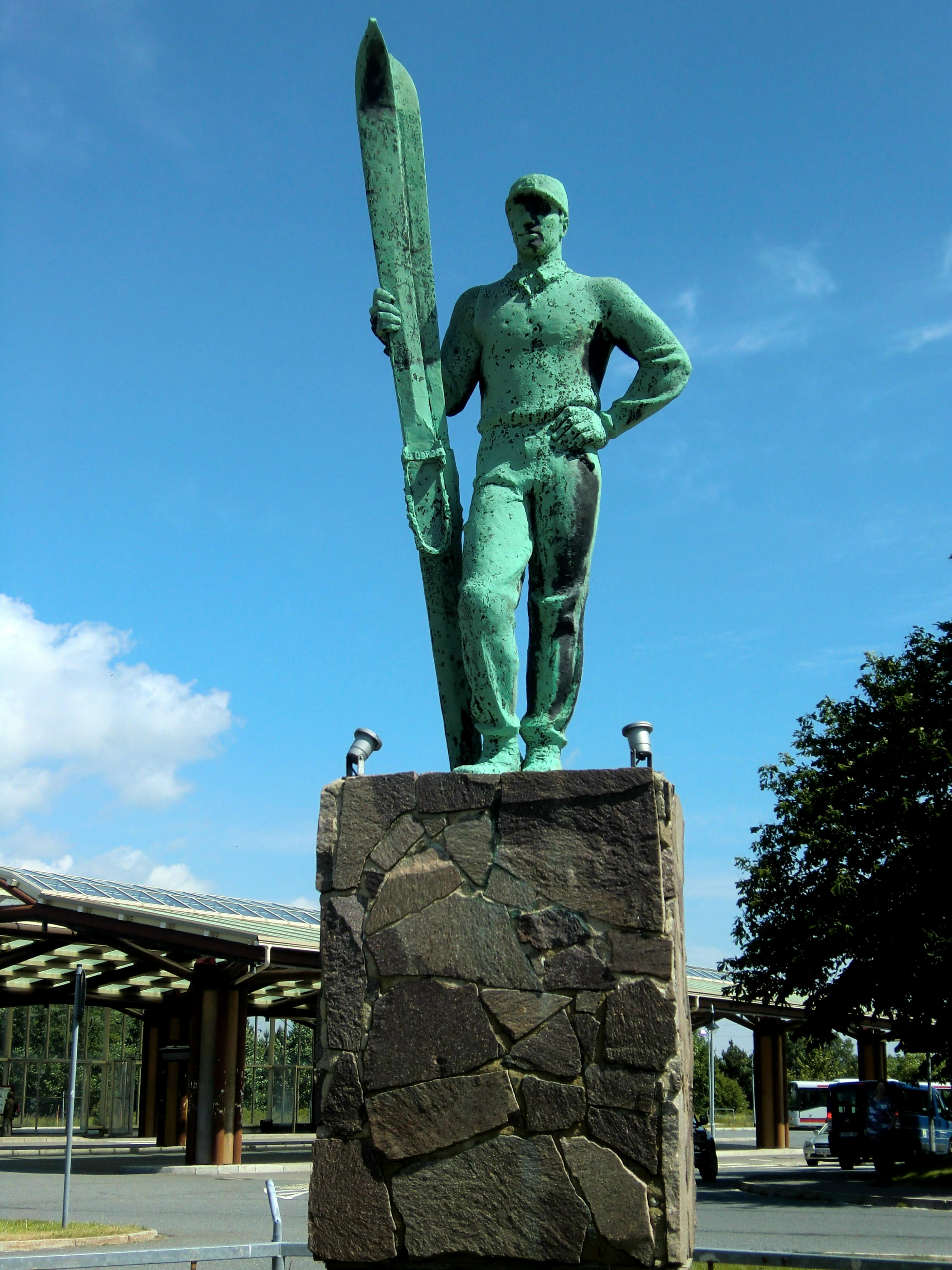
Standbeeld De skiër (1931)
Kaart bobsleebaan Altenberg
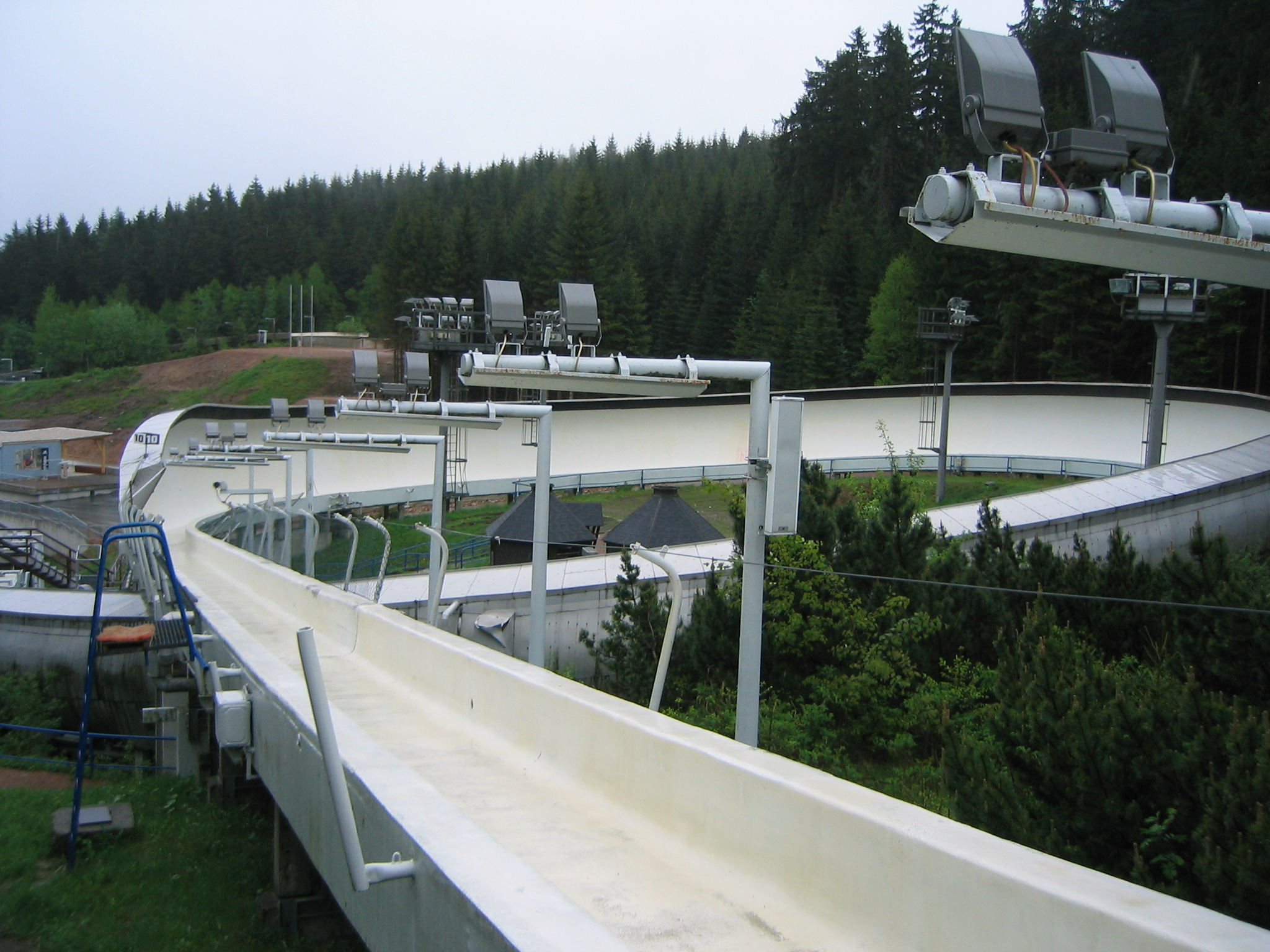
Bocht nr. 10 op deze baan
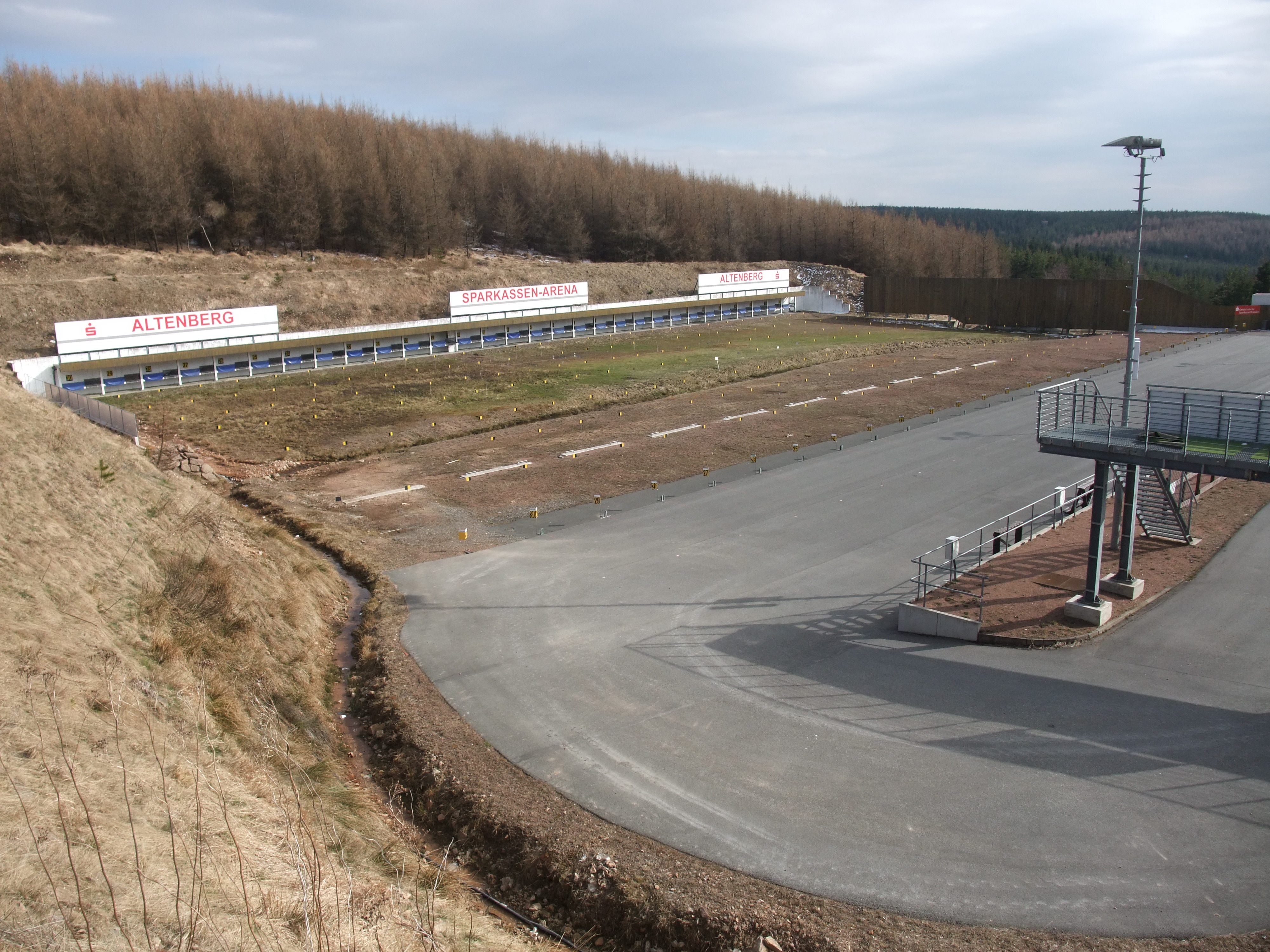
Biatlon-stadion Sparkassen-Arena

De befaamde bobslee-, skeleton- en rodelbaan van Altenberg werd in het geheim in 1980 als prestigeproject van de DDR aangelegd, voldeed aanvankelijk niet en werd op last van de Stasi voor honderden miljoenen mark verbouwd. Pas eind 1986 werd de baan in gebruik genomen; in 2007 vond een modernisering plaats. De baan is 1.413 meter lang en heeft 17 bochten; het is een van de moeilijkst te beglijden banen ter wereld. De baan ligt ietwat verborgen in het bos, 2 km ten westen van het dorpje Hirschsprung. De naam van de bob- en rodelbaan verandert nogal eens, omdat regelmatig van hoofdsponsor wordt gewisseld.
Op anderhalve kilometer ten westen van de wijk Georgenfeld van Zinnwald-Georgenfeld, aan de zuidflank van de Kahleberg, ligt het in 2004 vernieuwde stadion voor de biatlonsport Biathlon-Sparkassenarena. Het hele jaar worden hier wedstrijden georganiseerd.
In de gemeente, die, zoals het gehele Ertsgebergte, een tamelijk ruw klimaat heeft, en mede daarom, en, ondanks de ligging minder dan 1000 meter boven zeeniveau, beschouwd wordt als redelijk sneeuwzeker, liggen, vooral op de heuveltoppen, enige skiliften. Ook zijn er loipes voor het langlaufen uitgezet.

## Afbeeldingen

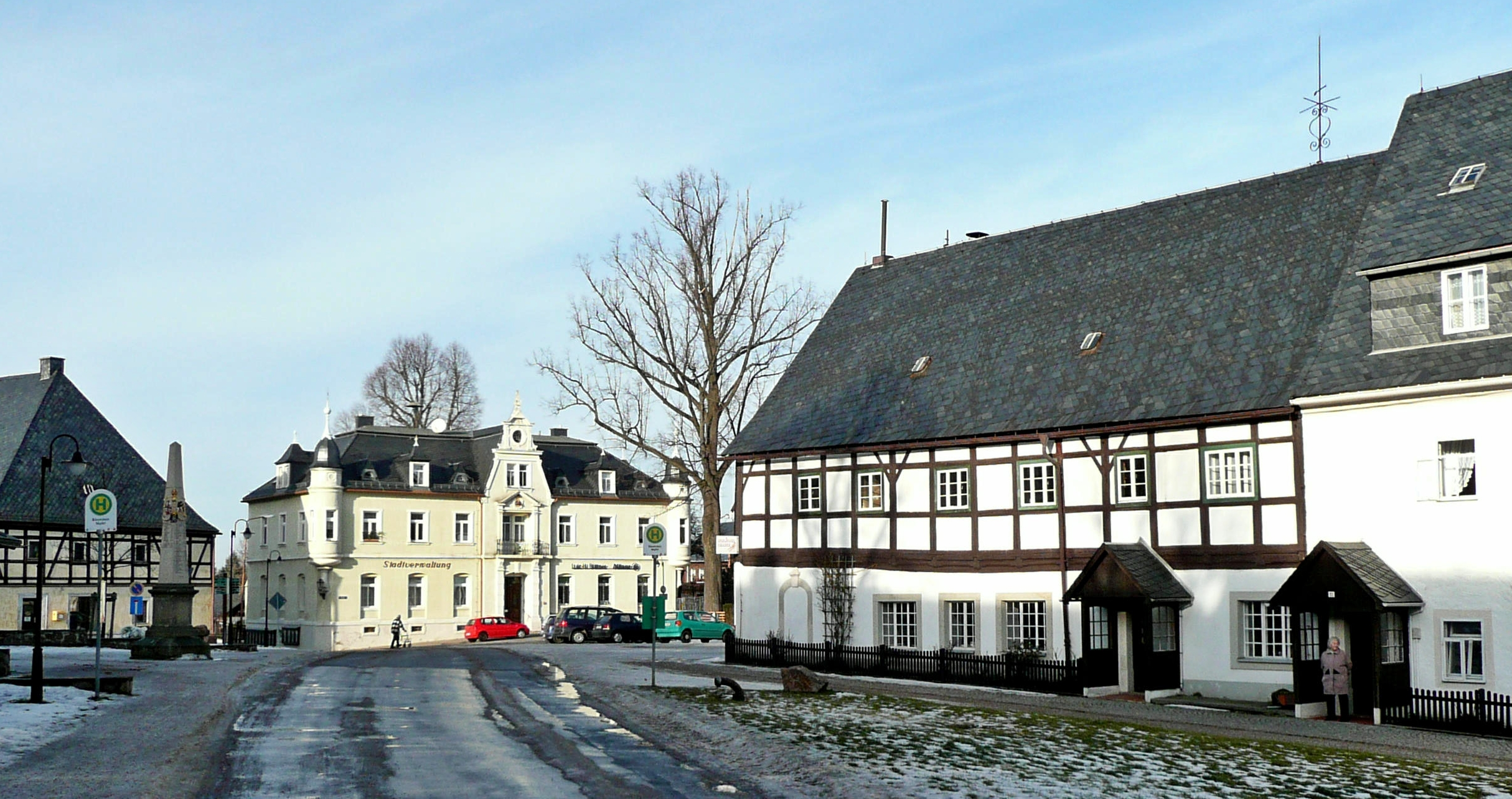
Marktplein te Bärenstein
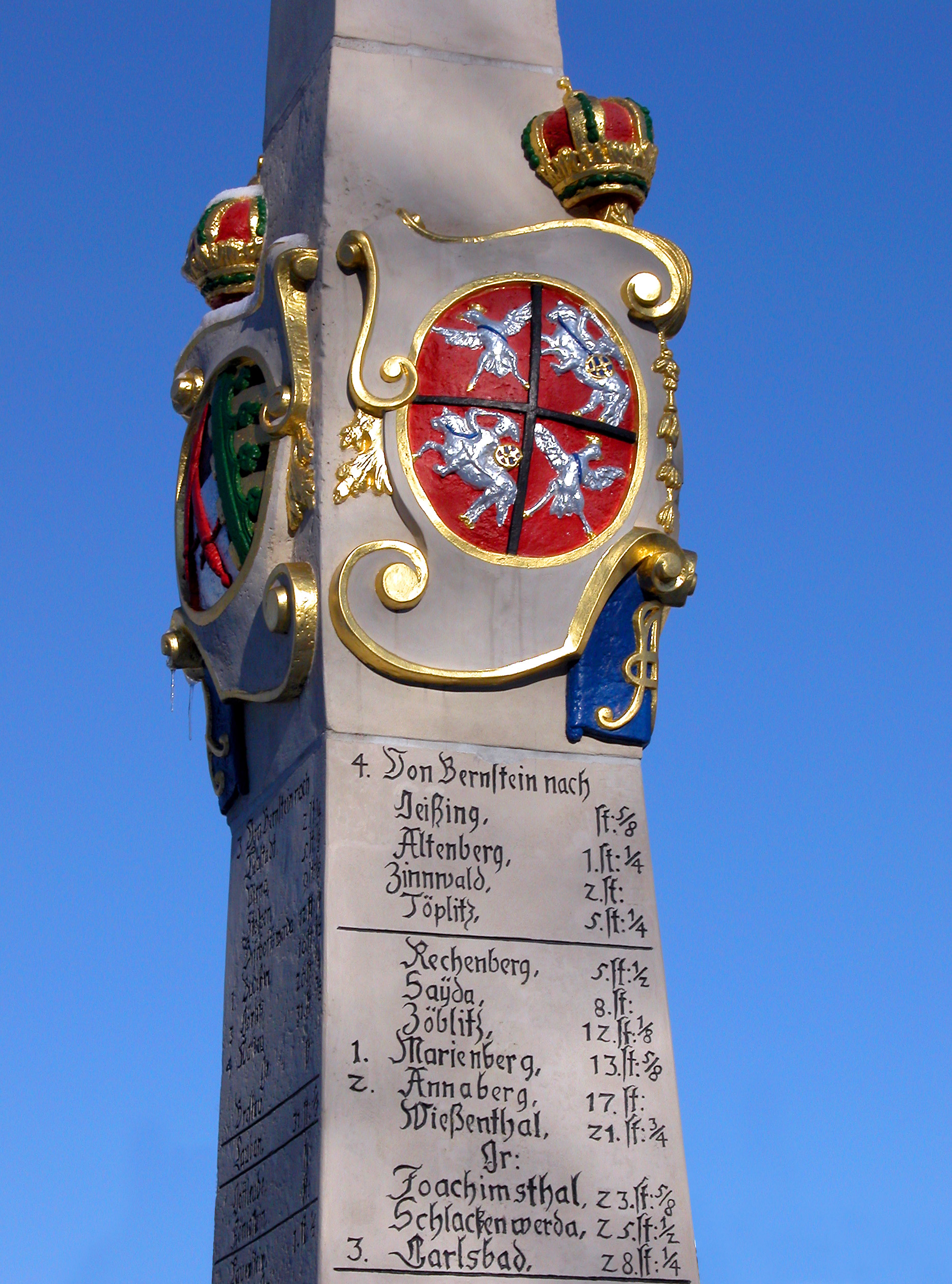
Mijlpaal op dit plein (1734)
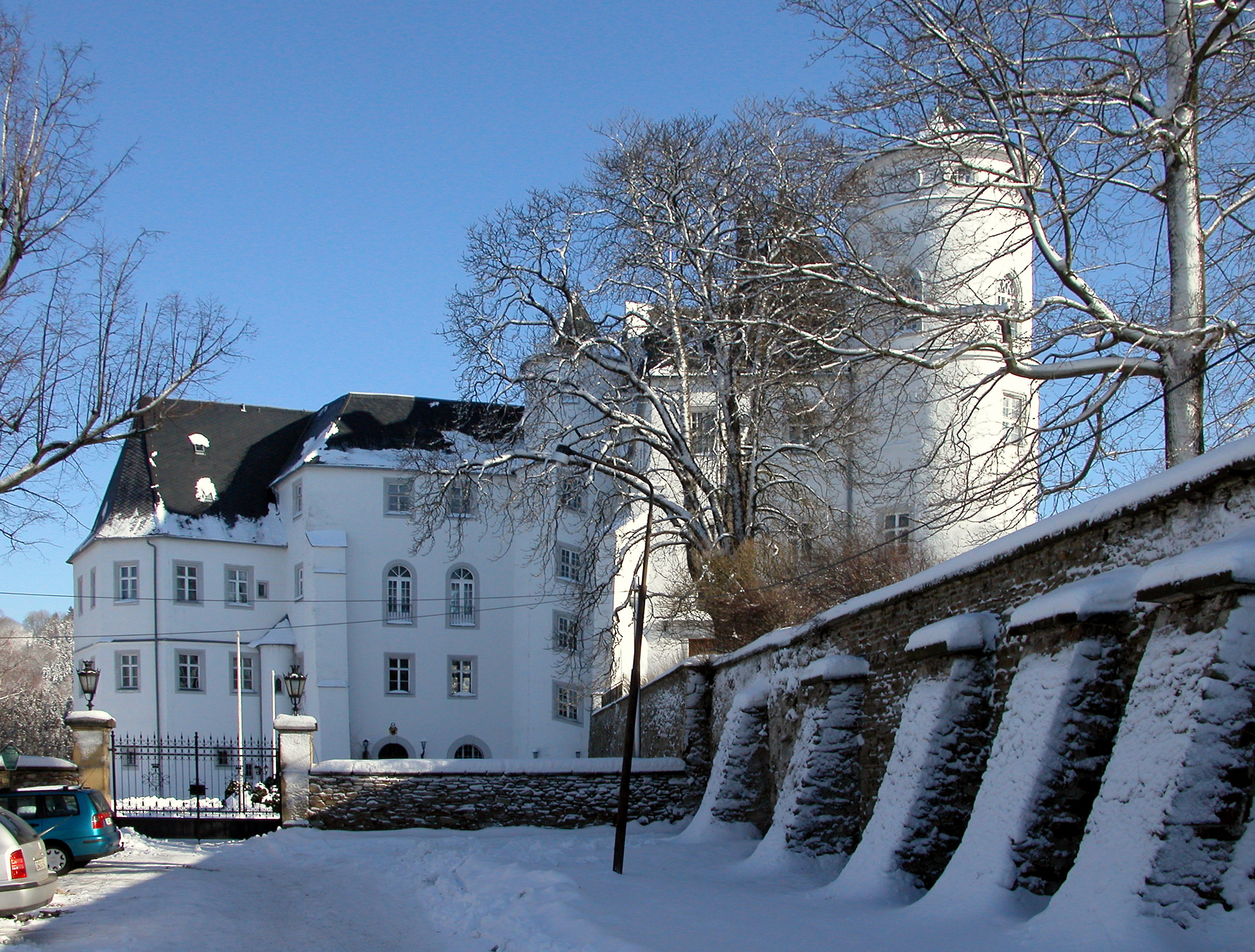
Kasteel Bärenstein (eind 16e eeuw; in 1880 ingrijpend verbouwd)
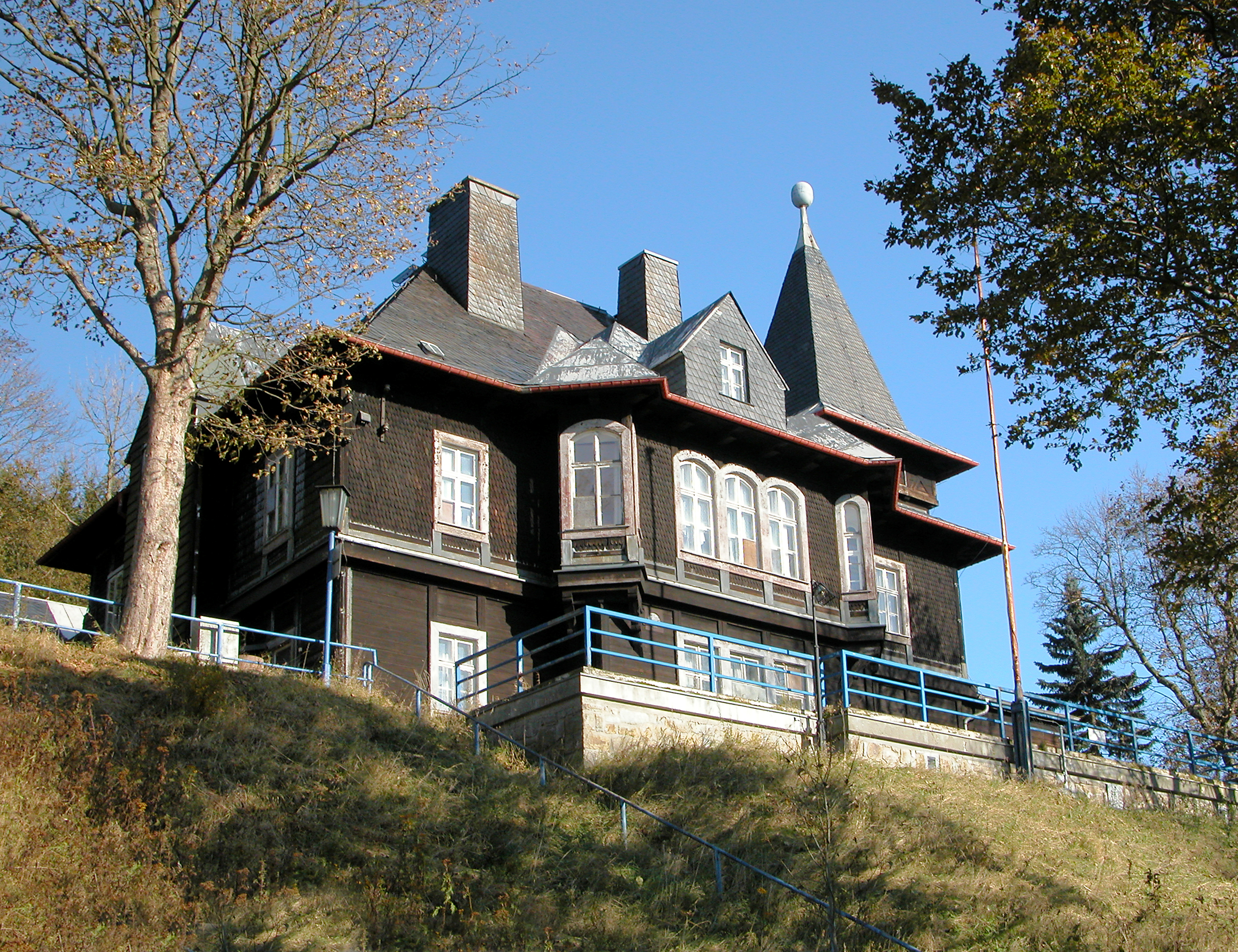
Jagdschloss Rehefeld
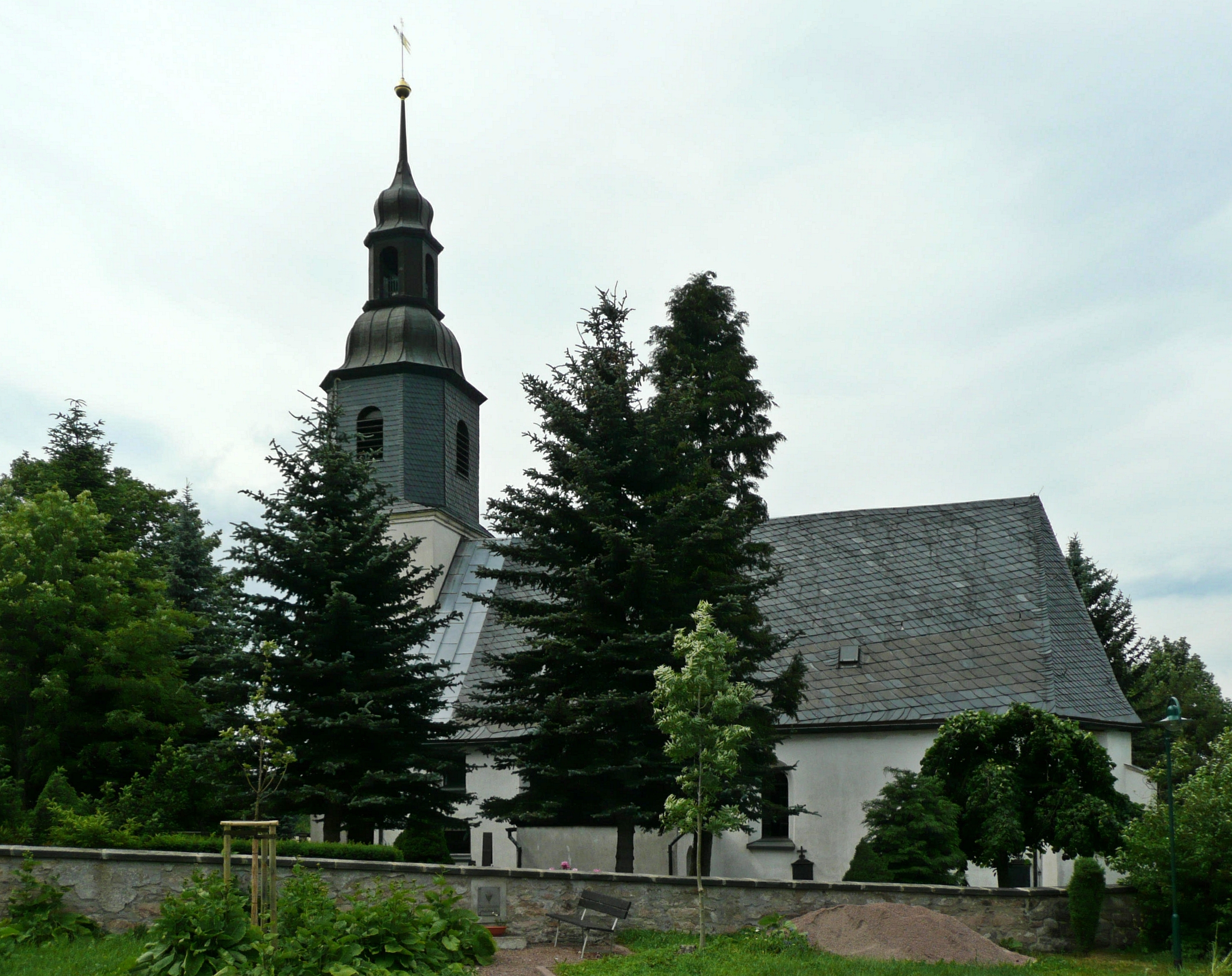
Dorpskerk te Schellerhau (voltooid 1593)
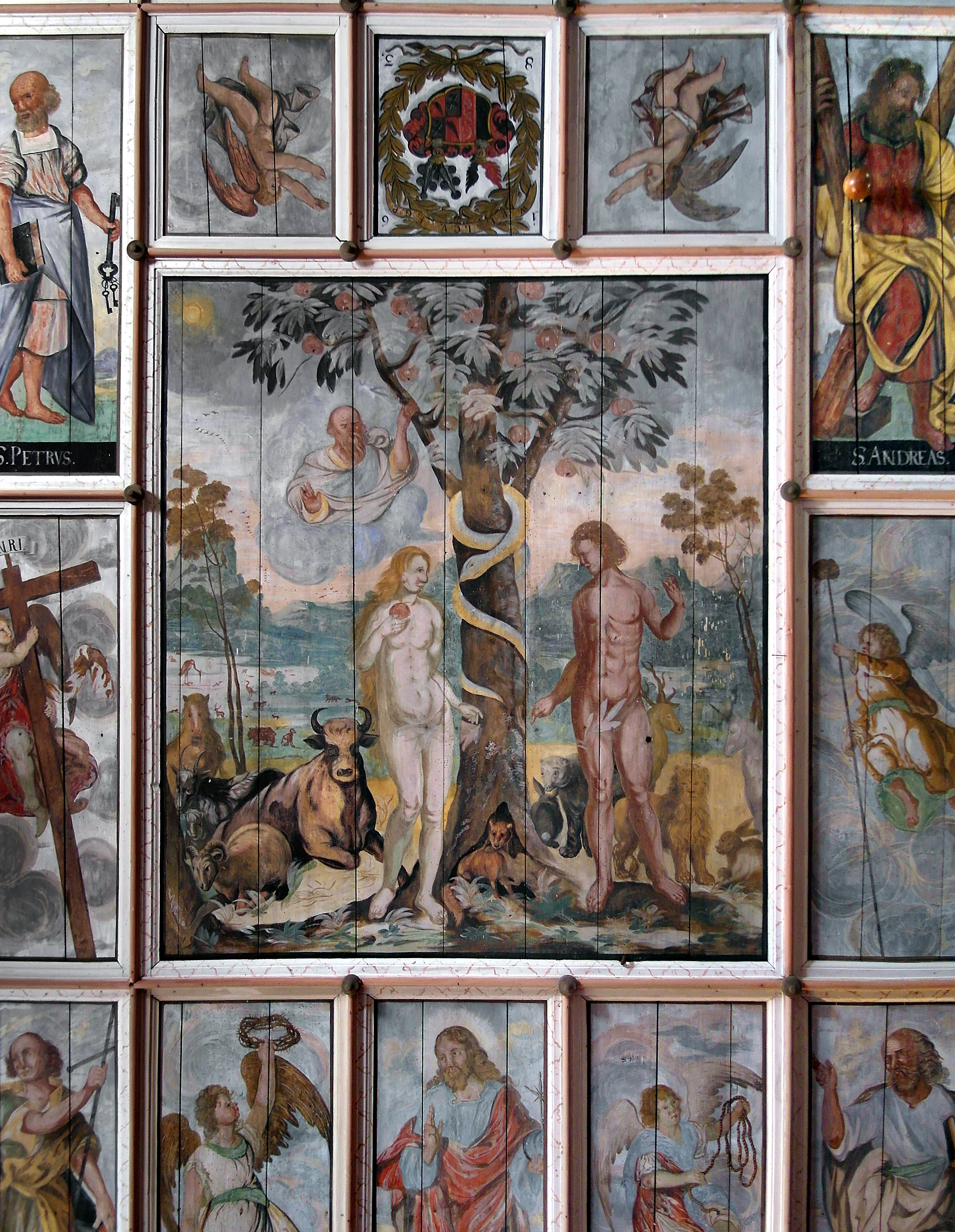
Schilderingen Adam en Eva in deze kerk
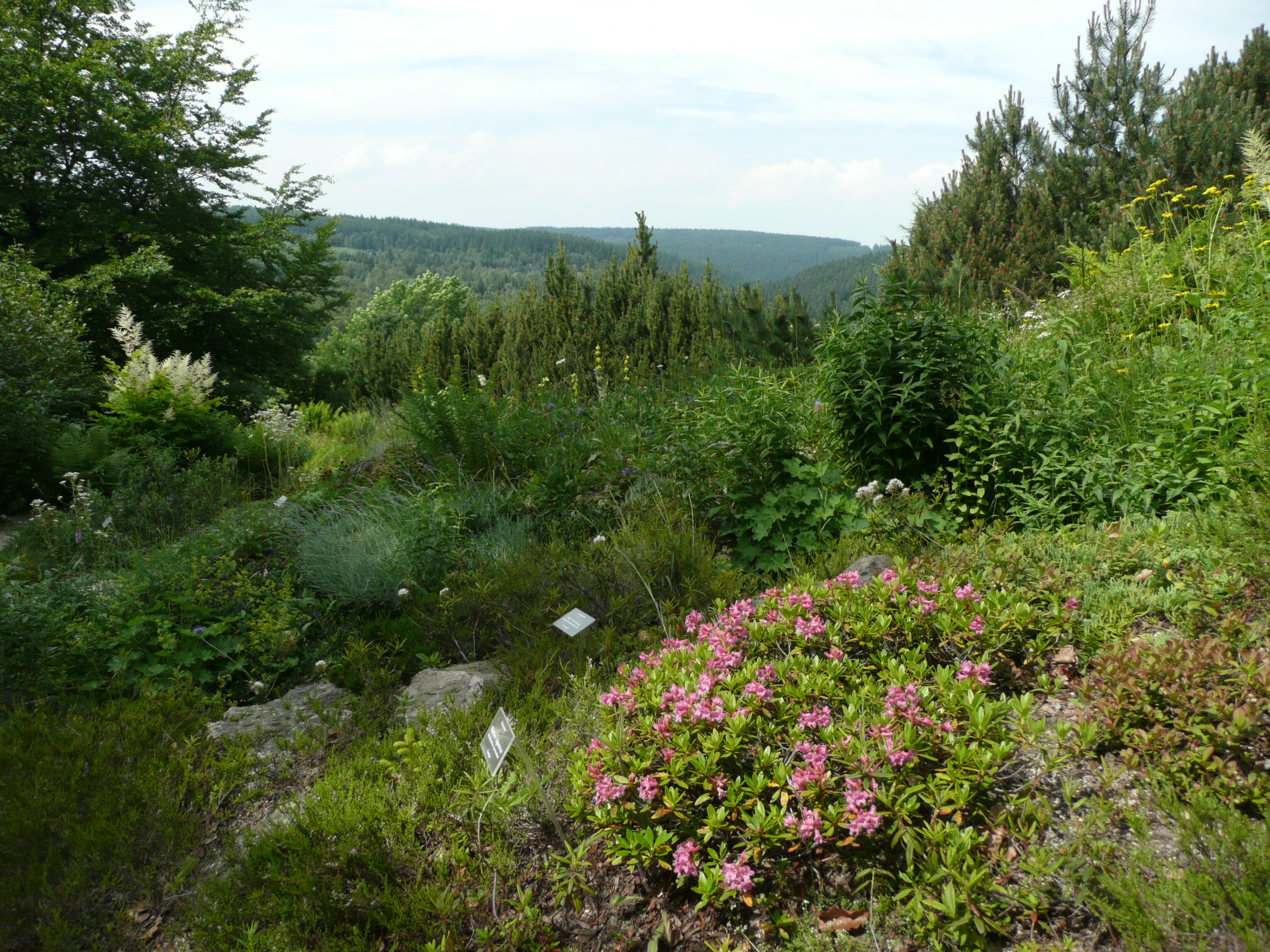
In de botanische tuin van Schellerhau
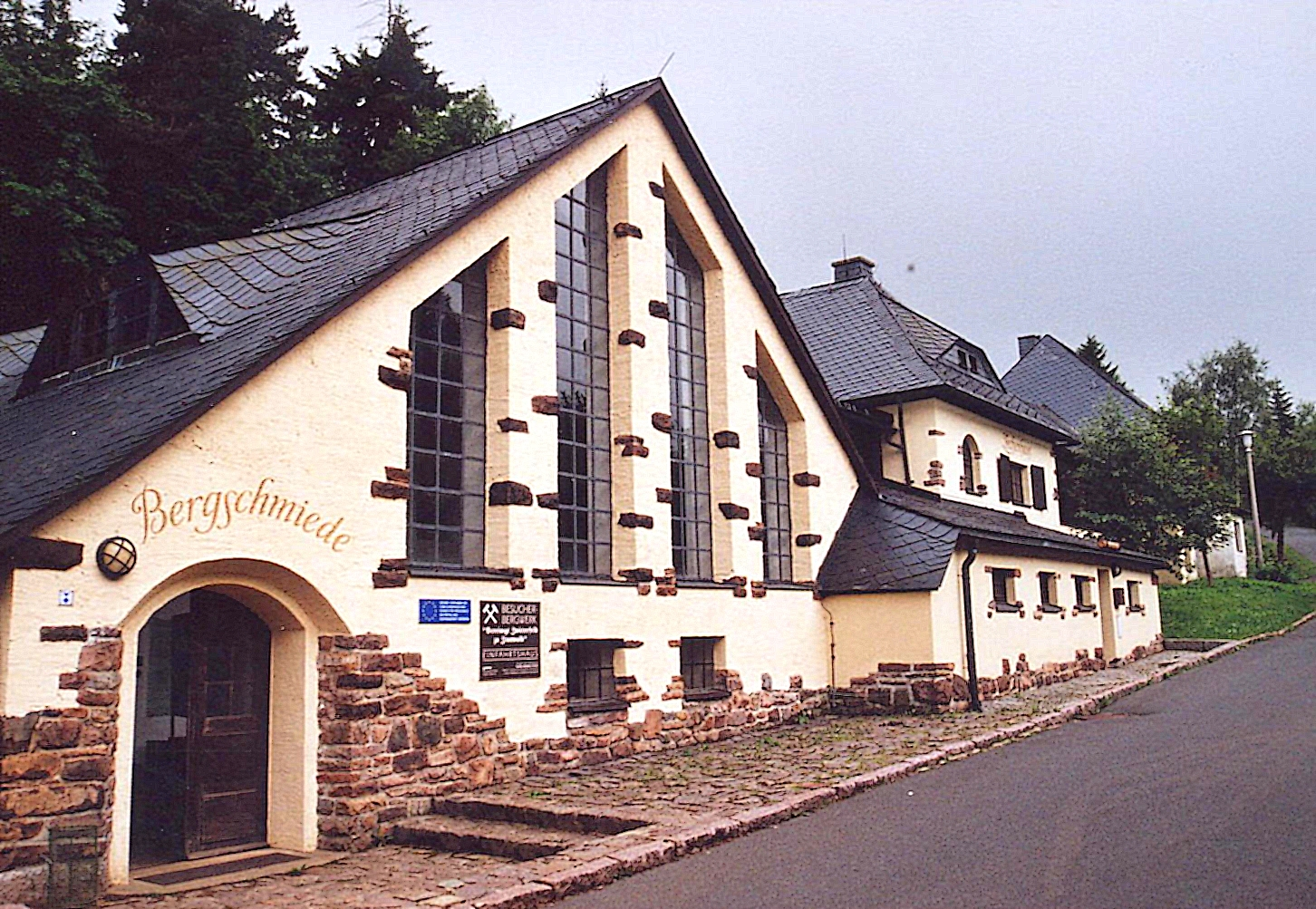
Besucherbergwerk Vereinigt Zwitterfeld te Zinnwald-Georgenfeld
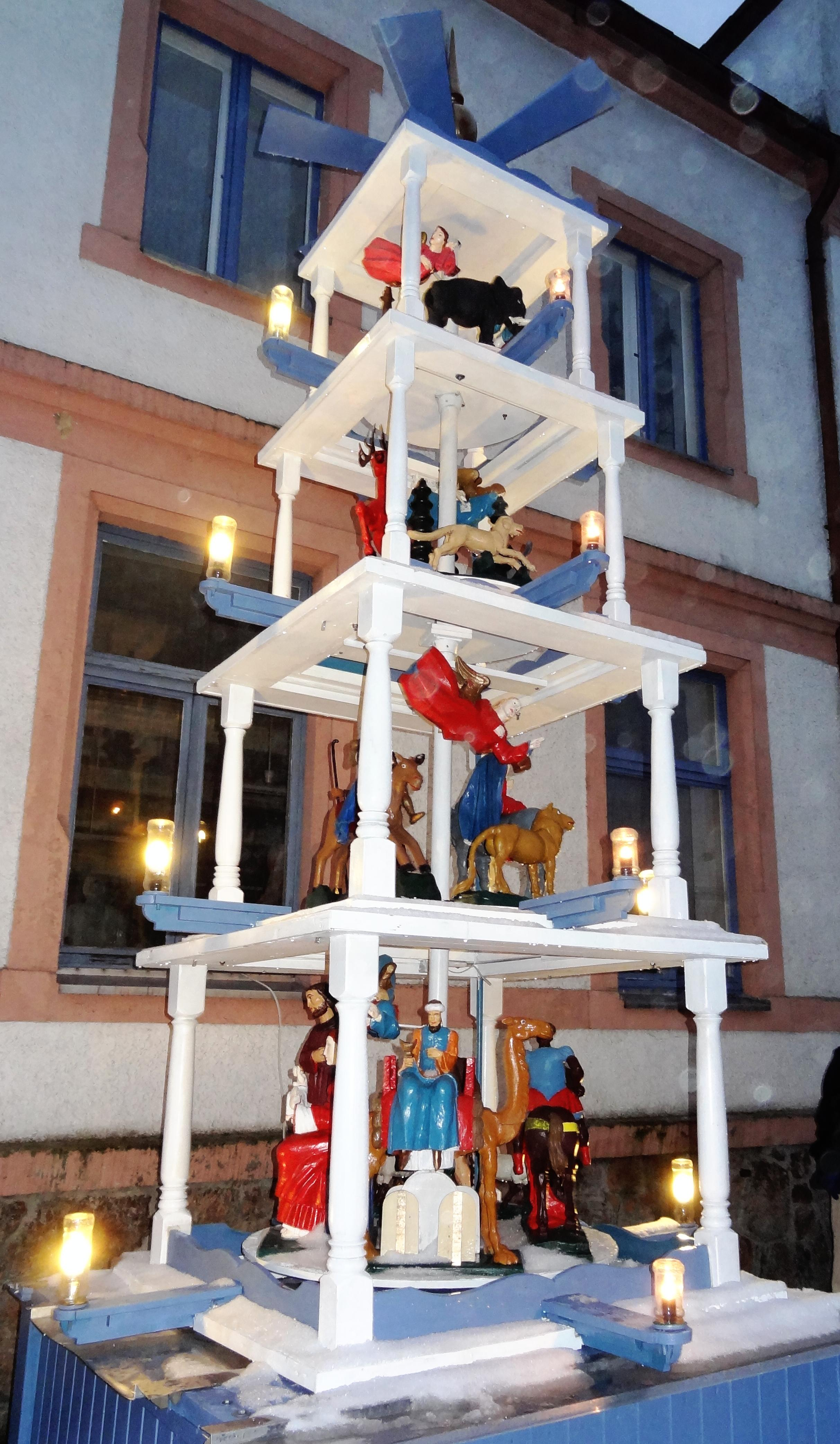
Kerstpiramide (kerstmis 2013) te Fürstenau
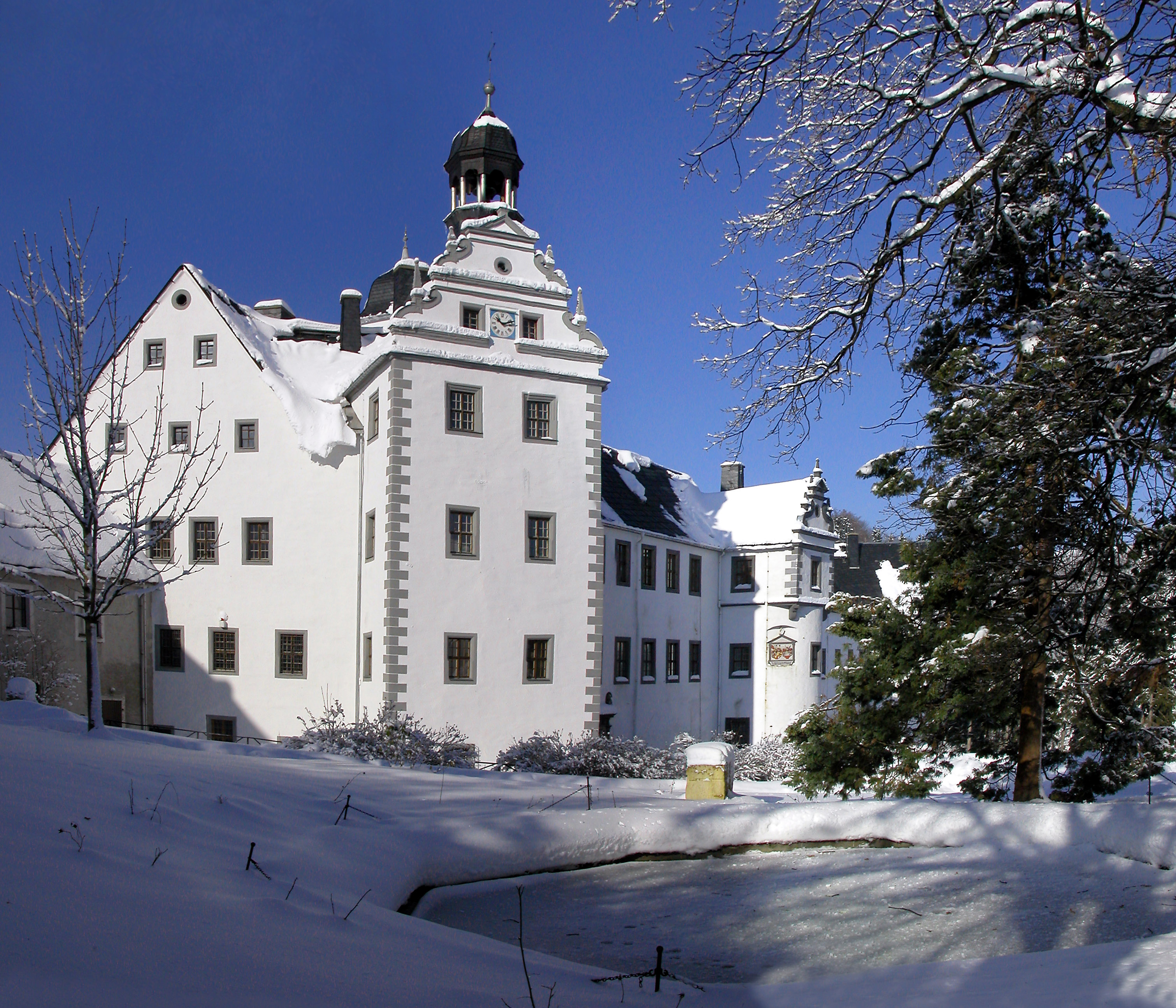
Kasteel Lauenstein (2005)
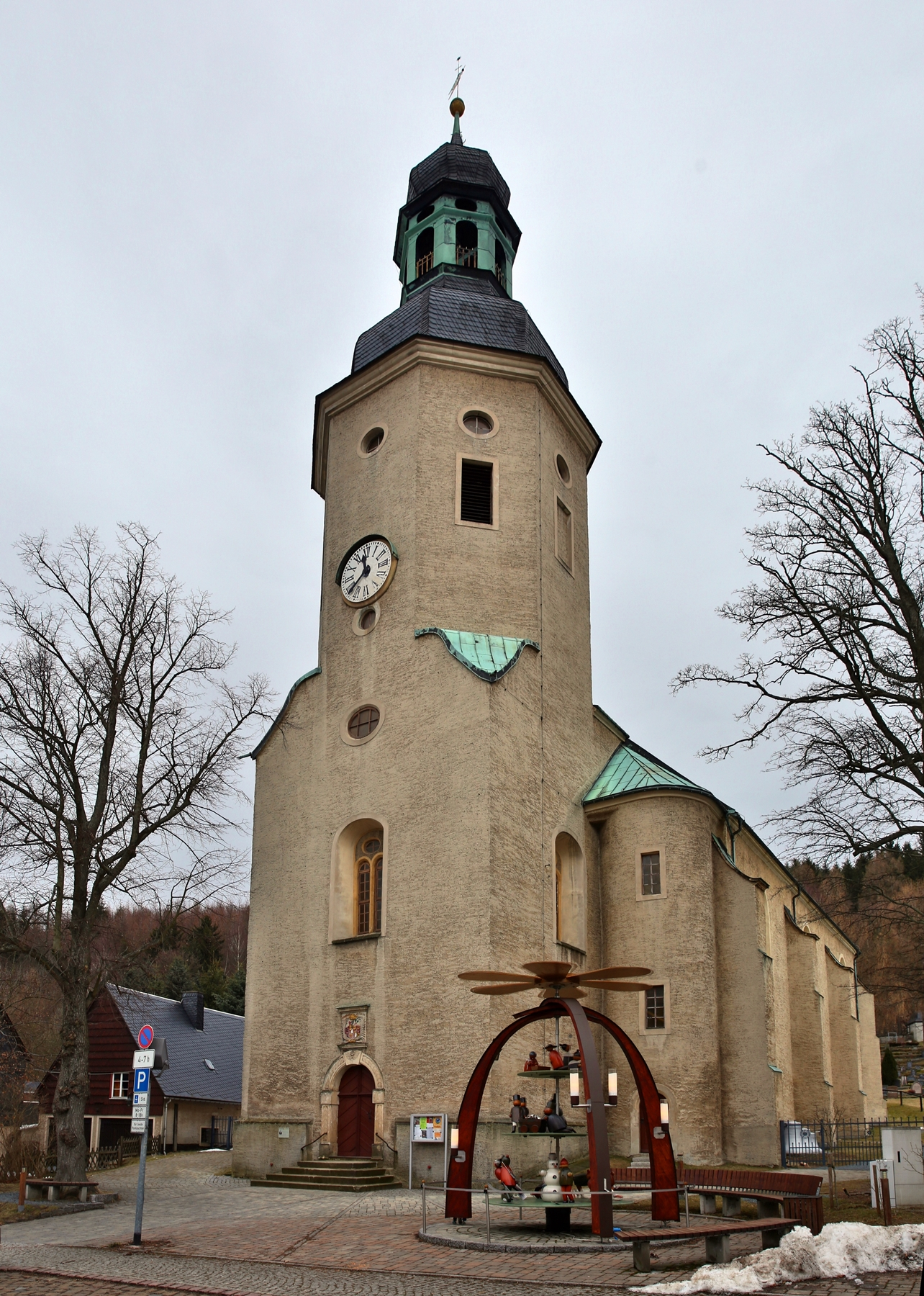
Evang.-lutherse stadskerk, Geising (1690)
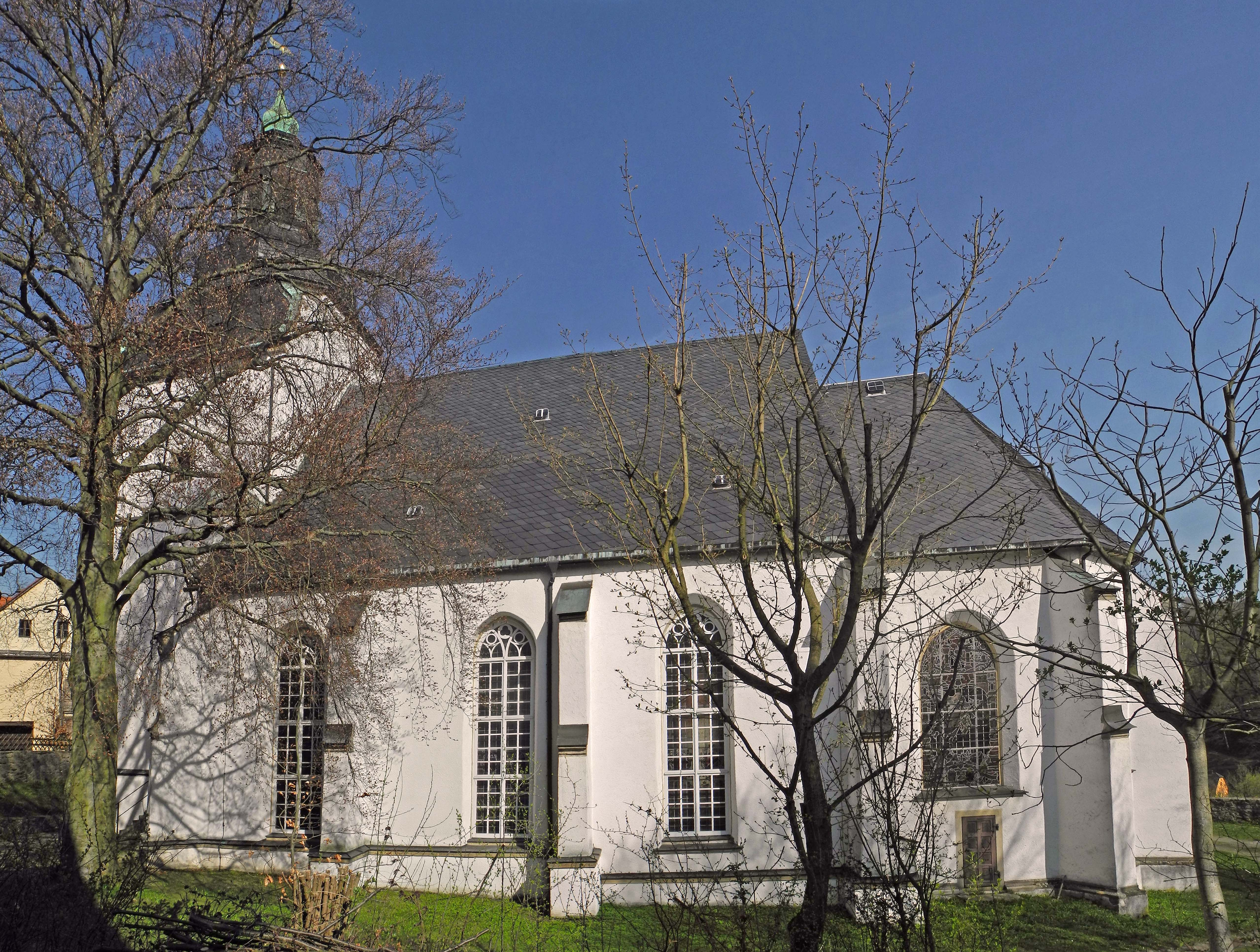
Kerk St. Marien und Laurentin, Lauenstein
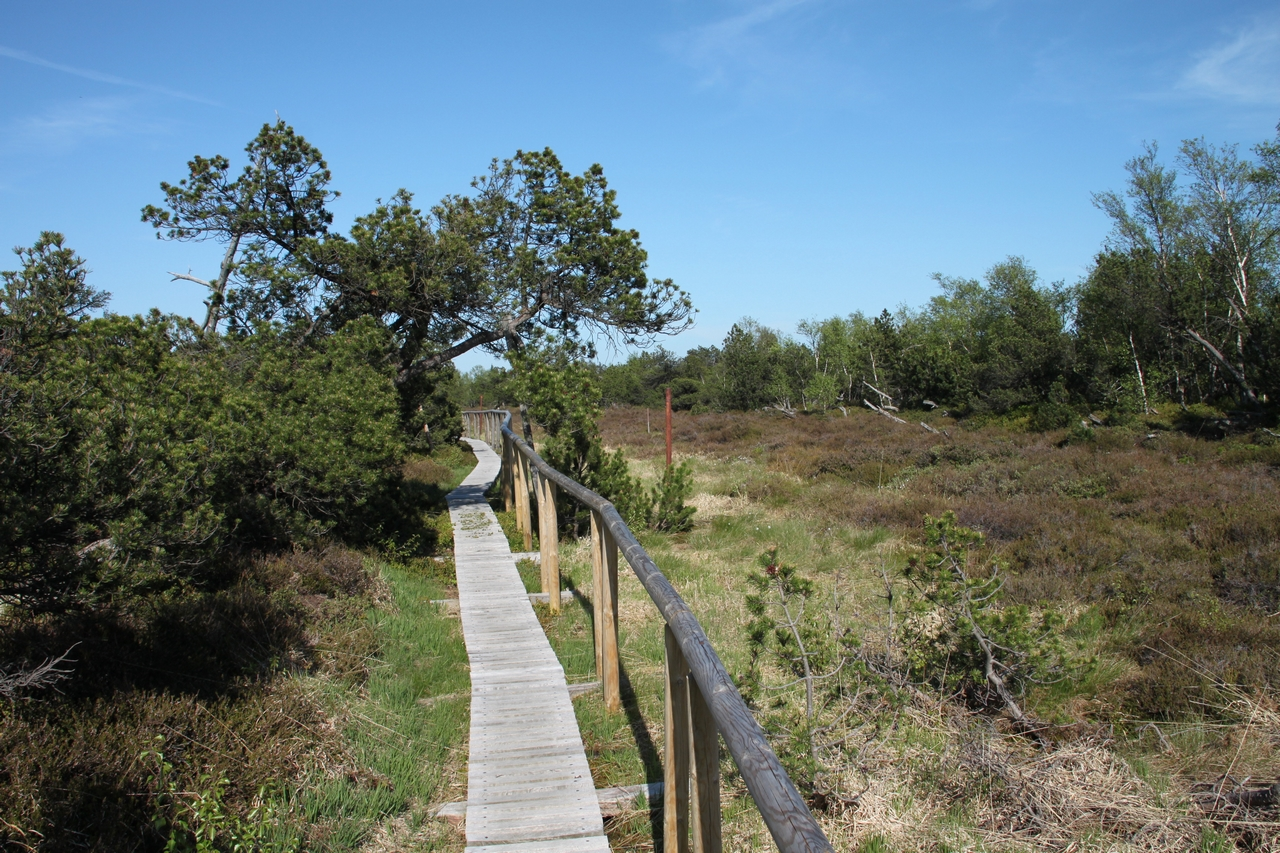
Pad in het Georgenfelder Hochmoor parallel aan de Duits-Tsjechische grens (rechts)
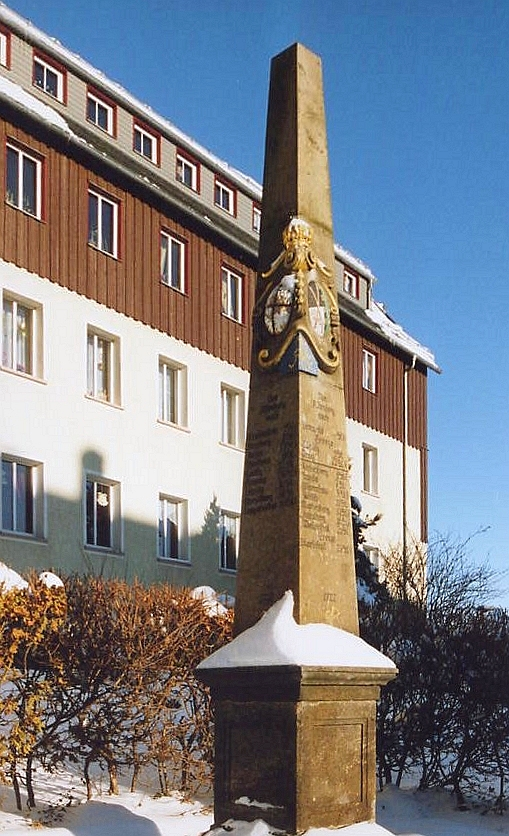
Distanzsäule (mijlpaal) Altenberg (oorspronkelijk uit 1722; replica uit 1984-87)
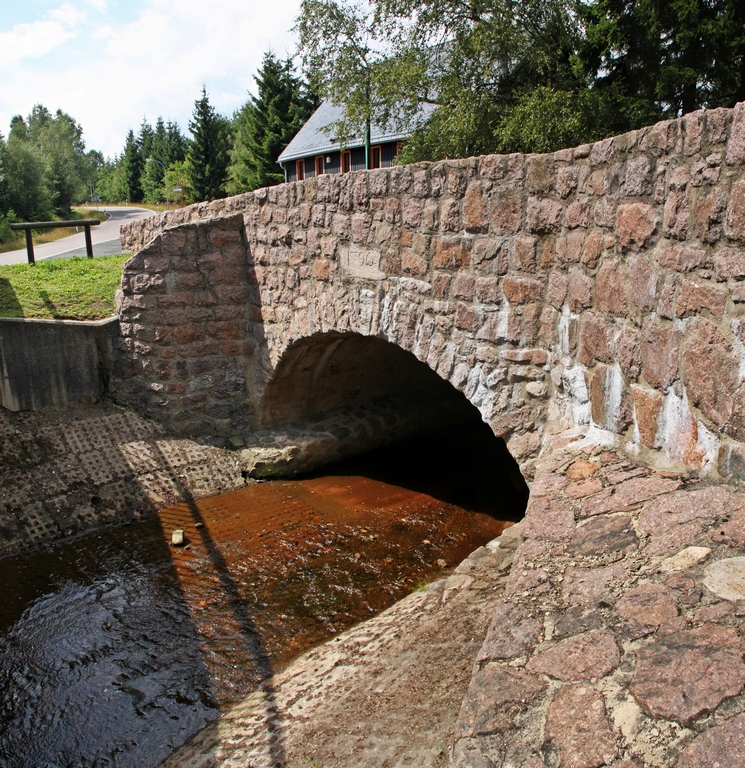
Bruggetje te Schellerhau over de Rote Weißeritz (1790)

Zie ook onder Geising.

## Belangrijke personen in relatie tot de gemeente
- Friedrich Leibnütz (geboren op 24 november 1597 te Altenberg, overleden op 5 september 1652 te Leipzig), was de vader van de beroemde geleerde Gottfried Wilhelm Leibniz. Hij was professor in de ethiek aan de Universiteit Leipzig.
- Geising is de geboorteplaats van twee elkaar opvolgende  Thomascantors:
  - Johann Schelle (1648–1701) en
  - Johann Kuhnau (1660–1722), de voorganger van Johann Sebastian Bach
- De barok-architect George Bähr (geboren te Fürstenwalde bij Geising op 15 maart 1666; overleden op 16 maart 1738 te Dresden) was de ontwerper van de Frauenkirche (Dresden) en van verscheidene andere kerkgebouwen in Zuidoost-Duitsland.
- Melchior Hoffmann (geboren rond 1679 te Bärenstein, overleden 6 oktober 1715 te Leipzig) was een niet onverdienstelijk organist en componist van kerkmuziek, van zowel kerkelijke als wereldlijke cantates en van (delen van) opera's. Enkele van Hoffmanns composities werden tot plm. 1980 ten onrechte aan Johann Sebastian Bach of  aan zijn voorganger als organist te Leipzig, Georg Philipp Telemann, toegeschreven.
- De Duitse bobsleester en tv-persoonlijkheid Sandra Kiriasis (geb. 1975 te Dresden) woonde als kind te Geising.
- Michael Rösch, geboren op 4 mei 1983 te Pirna, maar opgegroeid te Altenberg, biatleet, die sinds november 2013 naast de Duitse ook de Belgische nationaliteit heeft, behaalde Olympisch goud in 2006 te Turijn; als actief sporter gestopt in 2019

## Partnergemeentes
- Dubí, Tsjechië
- Košťany, Tsjechië
- Sulz am Neckar, Baden-Württemberg
- Liebenau onderhoudt jumelages met gelijknamige plaatsen in Oostenrijk en elders in Duitsland, te weten Liebenau (Hessen), Liebenau (Nedersaksen) en Liebenau (Opper-Oostenrijk).
- Geising onderhoudt partnerschappen met Schiltach in het Zwarte Woud en met buurgemeente Krupka in Tsjechië.